# 20. September
Der 20. September ist der 263. Tag des gregorianischen Kalenders (der 264. in Schaltjahren), somit bleiben 102 Tage bis zum Jahresende.

## Ereignisse

### Politik und Weltgeschehen

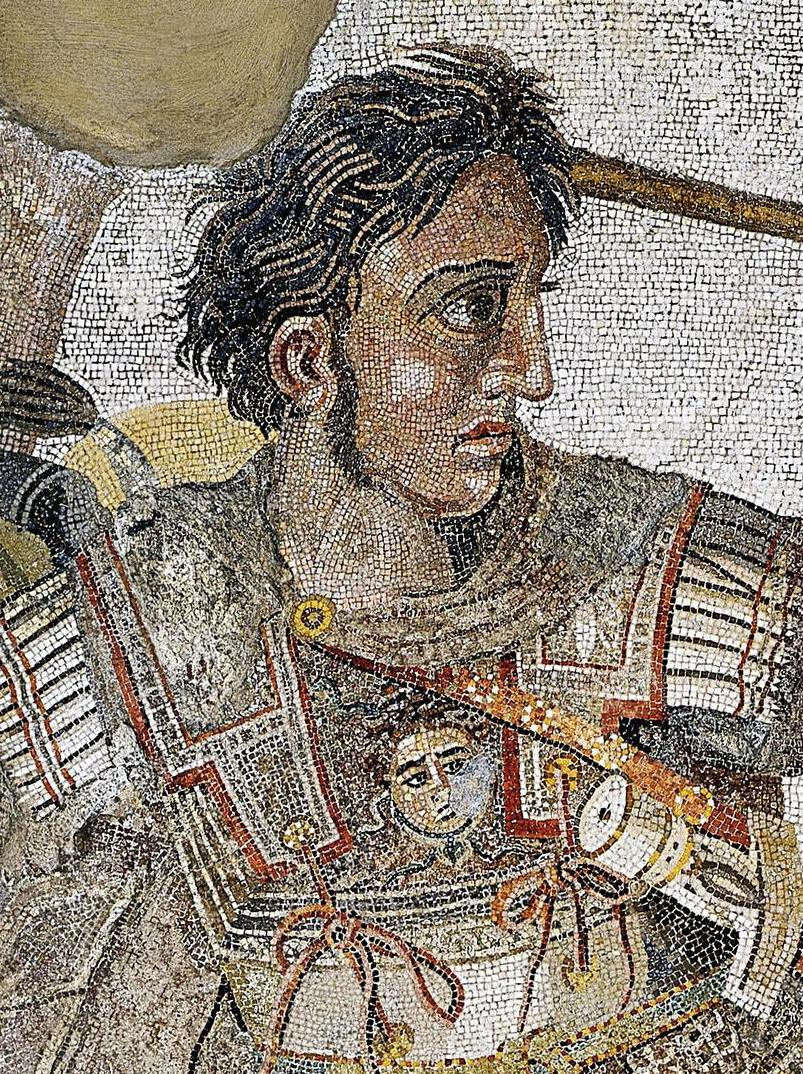
331 v. Chr.: Alexander

- 331 v. Chr.: Alexander der Große überschreitet auf dem Weg zur Eroberung des persischen Kernlands den Tigris. In der Nacht ereignet sich eine Mondfinsternis, die von den Persern als böses Omen wahrgenommen wird.
- 1066: Der norwegische König Harald III. Hardråde siegt mit seiner Streitmacht über die lokalen englischen Earls von Mercia und Northumbria in der Schlacht bei Fulford.
- 1187: Nach dem Sieg in der Schlacht bei Hattin beginnt Saladin die Belagerung Jerusalems, der Hauptstadt des Königreichs Jerusalem.
- 1217: Der Frieden von Lambeth beendet den Ersten Krieg der Barone in England.
- 1410: Nach dem Tod Ruprechts von der Pfalz wird König Sigismund von Ungarn von drei Kurfürsten zu dessen Nachfolger gewählt. Die anderen Kurfürsten ernennen kurz darauf Sigismunds Cousin Jobst von Mähren zum Gegenkönig.
- 1459: Bukarest wird zum ersten Mal urkundlich erwähnt.
- 1519: Ferdinand Magellan sticht von Sanlúcar de Barrameda aus in See und beginnt damit die erste Weltumsegelung.
- 1600: Im Neunjährigen Krieg zwischen England und den irischen Rebellen beginnt die bis zum 9. Oktober dauernde Schlacht am Moyry Pass.

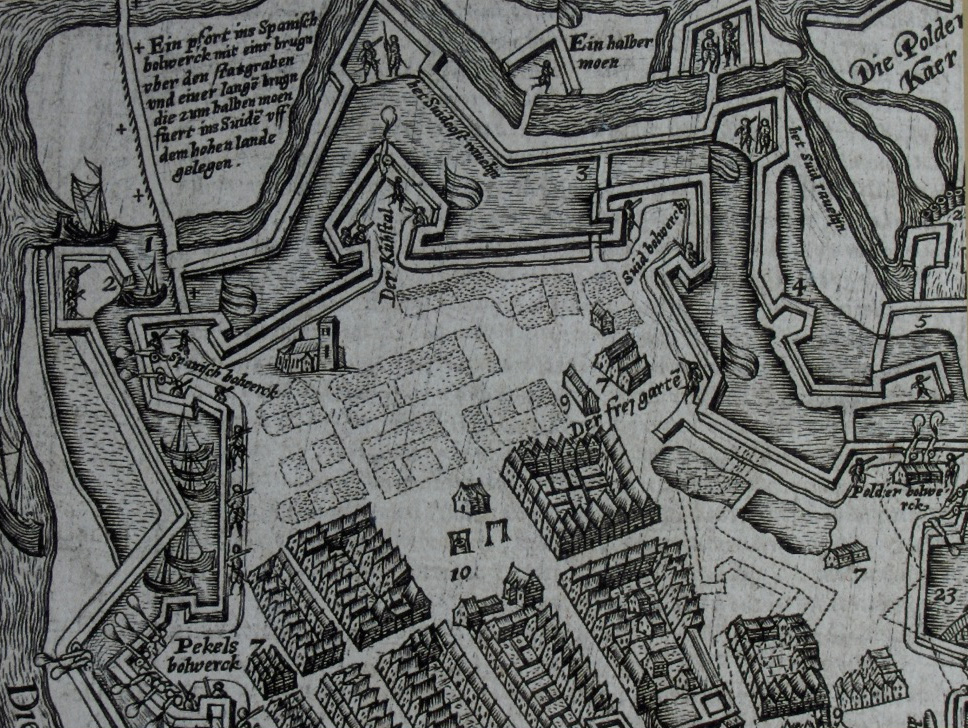
1604: Grundriss von Oostende

- 1604: Die dreijährige Belagerung von Ostende durch die Spanier endet mit der Kapitulation der niederländischen Garnison.
- 1697: Der Frieden von Rijswijk beendet den Pfälzischen Erbfolgekrieg zwischen Frankreich, England, Spanien und den Niederlanden.
- 1792: Die Kanonade von Valmy während des Ersten Koalitionskrieges führt zur ersten Niederlage Österreichs und Preußens gegen die französische Revolutionsarmee.
- 1792: Der Nationalkonvent tritt während der Französischen Revolution erstmals zusammen.
- 1819: In Frankfurt bestätigt der Bundestag des Deutschen Bundes die rigiden Karlsbader Beschlüsse zur Bekämpfung von liberalen und nationalen Tendenzen in Deutschland.
- 1835: Im Süden Brasiliens beginnt mit Einnahme der Provinzhauptstadt ein Aufstand gegen die Zentralregierung.
- 1854: In der Schlacht an der Alma erringen die Alliierten Briten und Franzosen ihren ersten Sieg im Krimkrieg.
- 1857: Die Briten erobern mit loyalen Truppen Delhi zurück. Der indische Aufstand wird damit geschwächt, zumal der nominelle Anführer, Großmogul Bahadur Shah II., nach Verrat seines Verstecks vom britischen Offizier William Hodson gefangen genommen wird.

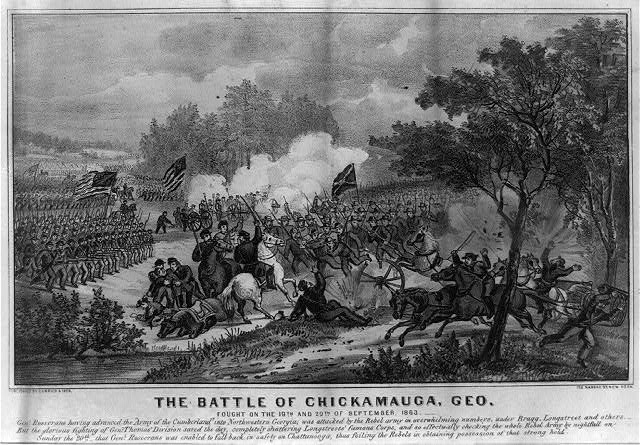
1863: Die Schlacht von Chickamauga

- 1863: Die Schlacht am Chickamauga im Amerikanischen Bürgerkrieg endet mit einem Sieg der Konföderierten.
- 1865: Das Februarpatent vom 26. Februar 1861 wird von Kaiser Franz Joseph I. sistiert, bildet aber die Grundlage für die spätere Verfassung von Cisleithanien.
- 1868: Der Ungarisch-Kroatische Ausgleich in der Folge des Österreichisch-Ungarischen Ausgleichs 1867 legt fest, dass Kroatien-Slawonien eine eigenständige regionale Verwaltung und Gerichtsorganisation haben soll.
- 1870: Bersaglieri schießen eine Bresche in die Stadtmauer Roms. Durch die darauf erfolgte Besetzung Roms erringt Italien seine vollständige Einheit. Rom wird zwei Wochen später zur Hauptstadt des Königreichs Italien.
- 1880: In Argentinien erklärt sich die Stadt Buenos Aires als von der Provinzialregierung unabhängig und gleichzeitig zur Hauptstadt des Landes.
- 1881: Chester A. Arthur wird nach der Ermordung von James A. Garfield als 21. Präsident der Vereinigten Staaten von Amerika vereidigt.
- 1909: Das britische Parlament beschließt den Act to constitute the Union of South Africa, der zur Gründung der Südafrikanischen Union führt.
- 1911: Der britische Kreuzer Hawke rammt bei Southampton die Olympic, das größte Passagierschiff der Welt. Personen kommen nicht zu Schaden.
- 1913: Die Sozialdemokratische Partei Deutschlands wählt Hugo Haase und Friedrich Ebert in Jena zu ihren Parteivorsitzenden.

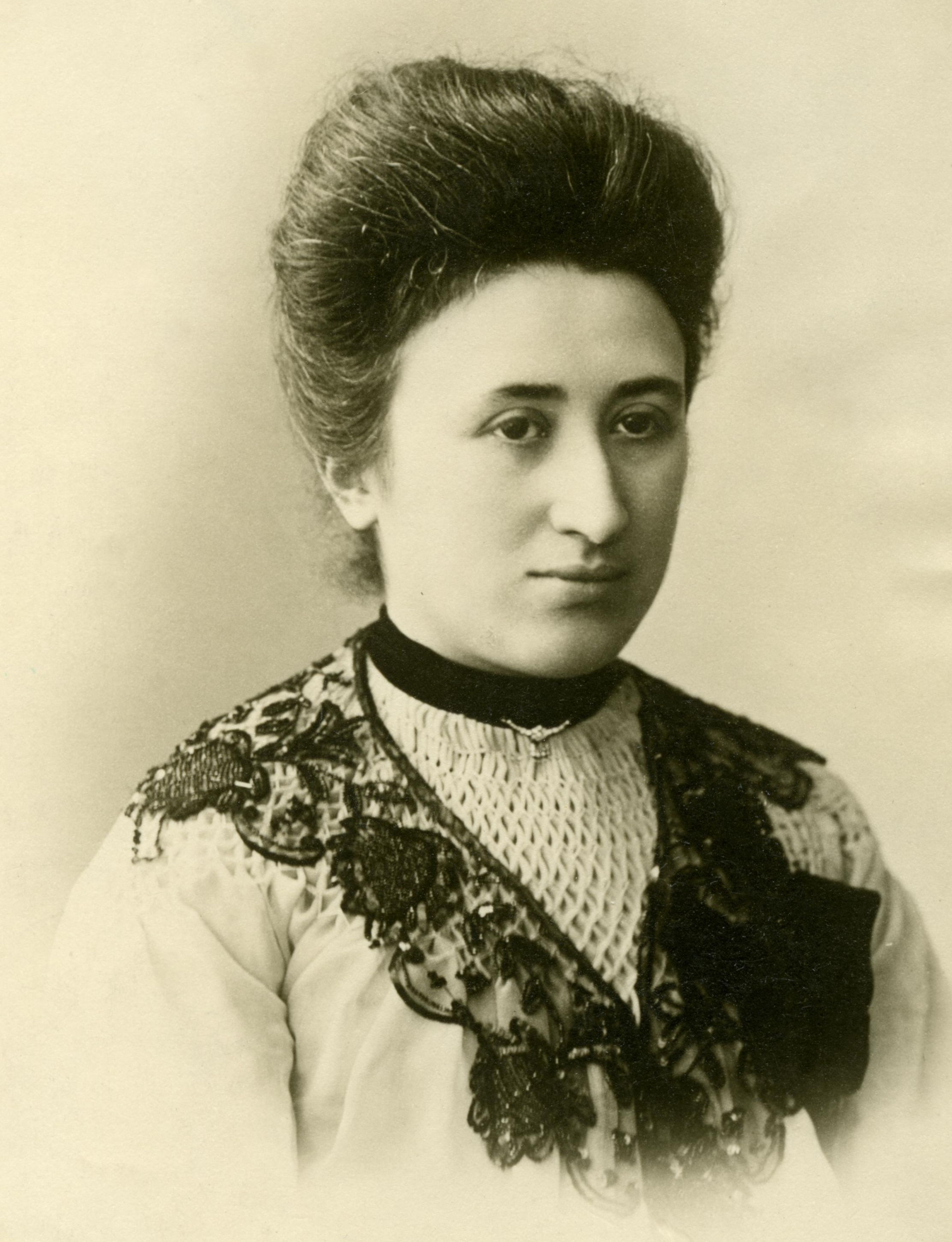
1916: Rosa Luxemburg

- 1916: Die erste Ausgabe der kommunistischen Untergrundzeitung Spartakusbrief erscheint unter Federführung von Rosa Luxemburg.
- 1924: Durch einen Regierungsbeschluss wird die Deutsche Einheitskurzschrift eingeführt.
- 1930: Reichspräsident Paul von Hindenburg bestimmt Generalmajor Kurt von Hammerstein-Equord zum Chef der Heeresleitung.
- 1930: Im Berliner Rathaus (Mitte) findet die Reichskonferenz der Gruppe revolutionärer Pazifisten statt.
- 1932: Im Gefängnis von Pune (Indien) beginnt Mahatma Gandhi seinen Hungerstreik.
- 1943: Französische Truppen landen während des Zweiten Weltkriegs auf Korsika. Gleichzeitig verlassen die deutschen Truppen Sardinien.
- 1945: In Berlin hält der Alliierte Kontrollrat seine sechste Sitzung ab, u. a. wird eine gemeinsame Politik zur Gleichbehandlung aller Deutschen (in allen Zonen bzw. Sektoren) beschlossen. Gesetze usw. sollten für alle gleichermaßen zugänglich gemacht werden.
- 1945: Zur Durchschleusung und ersten Betreuung von Flüchtlingen, Vertriebenen und Heimkehrern wird in Nachkriegsdeutschland das Grenzdurchgangslager Friedland eingerichtet.

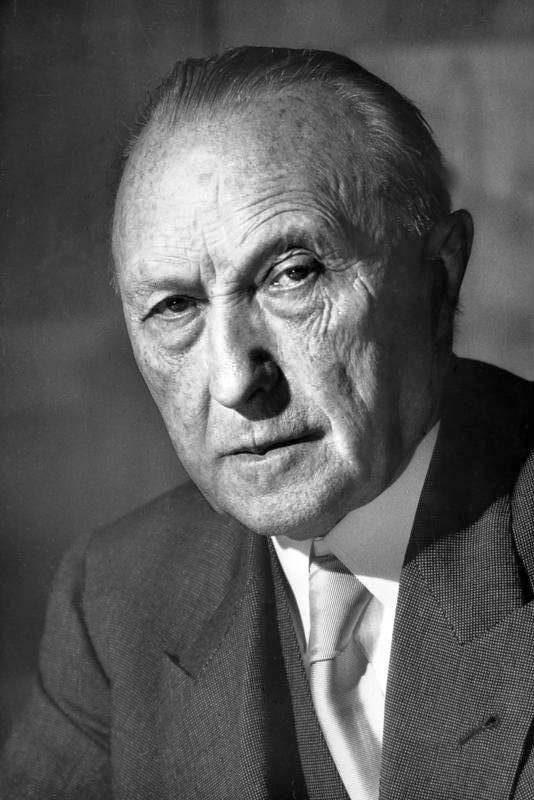
1949: Konrad Adenauer

- 1949: Nach Vereidigung des ersten deutschen Bundeskanzlers und seines Kabinetts gibt Konrad Adenauer seine Regierungserklärung ab.
- 1951: Der Schweizer Ständerat lehnt erneut das Frauenstimmrecht ab.
- 1951: Das Interzonenabkommen zwischen der BRD und der DDR tritt in Kraft.
- 1954: Die erste chinesische Verfassung tritt in Kraft. Sie löst die Übergangsgesetze von 1949 ab und garantiert verschiedene Bürgerrechte, aber keine Gewaltenteilung. De facto steht die Kommunistische Partei dadurch über der Verfassung.
- 1955: Die Sowjetunion gewährt der DDR die volle Souveränität. Der Akt untermauert die wenige Monate zuvor verkündete Zwei-Staaten-Theorie in Bezug auf Deutschland.
- 1956: Vor dem Berliner Abgeordnetenhaus gibt dessen Präsident Willy Brandt bekannt, dass der einmillionste Flüchtling aus der DDR im Notaufnahmelager Marienfelde (Tempelhof) eingetroffen sei und um politisches Asyl nachgesucht habe.

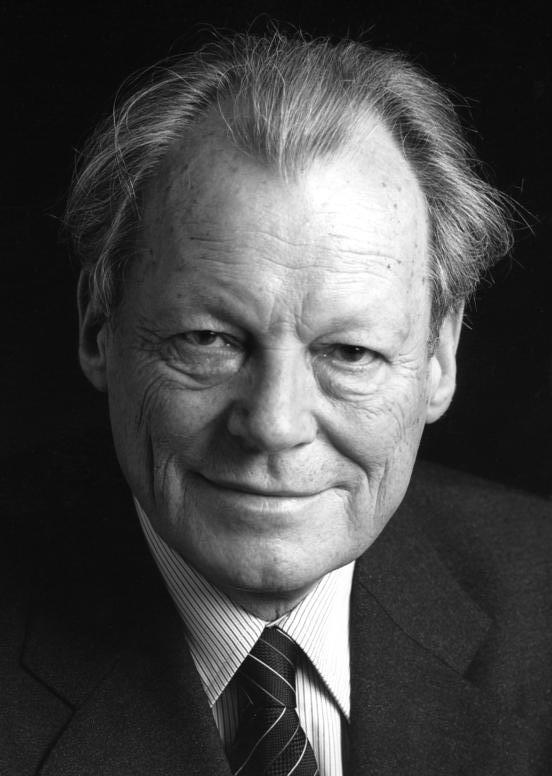
1972: Willy Brandt

- 1972: Bundeskanzler Willy Brandt stellt im Deutschen Bundestag die Vertrauensfrage, die von diesem abschlägig beantwortet wird: Es finden vorgezogene Neuwahlen statt.
- 1972: Die Aufstellung zweisprachiger Ortstafeln im österreichischen Bundesland Kärnten fördert den Ortstafelstreit, noch in der Nacht setzt der Ortstafelsturm ein.
- 1978: Der nordrhein-westfälische Landtag wählt Johannes Rau als Nachfolger von Heinz Kühn zum Ministerpräsidenten.
- 1979: Durch einen Putsch gegen den in Libyen weilenden Kaiser Jean-Bédel Bokassa wird das Zentralafrikanische Kaiserreich abgeschafft und die Zentralafrikanische Republik wiederhergestellt.
- 1981: André Baganz und drei weitere Gefangene brechen mit zwei Geiseln aus der Untersuchungshaftanstalt Frankfurt (Oder) aus. Vor der Haftanstalt wird ein Volkspolizist erschossen. Die Geiselnehmer werden am selben Tage von einer Spezialeinheit des Ministeriums für Staatssicherheit überwältigt.
- 1985: Der französische Verteidigungsminister Charles Hernu muss wegen der von ihm gebilligten Versenkung des Greenpeace-Schiffes Rainbow Warrior zurücktreten.
- 1990: Südossetien, innerhalb der Sowjetunion ein Autonomes Gebiet innerhalb der Georgischen Sozialistischen Sowjetrepublik, erklärt sich für unabhängig von letzterer.
- 1996: Das Kommando Spezialkräfte (KSK) der deutschen Bundeswehr nimmt offiziell seinen Dienst in der Graf-Zeppelin-Kaserne in Calw auf. Es ist truppendienstlich dem Kommando Luftbewegliche Kräfte/4. Division (KLK) unterstellt und hat die Einsatzschwerpunkte Aufklärung, Terrorismusbekämpfung, Rettung, Evakuierung und Bergung, Kommandokriegführung und Militärberatung.
- 1999: Erste Einheiten der Internationalen Streitkräfte (INTERFET) der Vereinten Nationen treffen in Osttimor ein.
- 2001: In einer Rede vor dem Kongress kündigt US-Präsident George W. Bush als Reaktion auf die Terroranschläge vom 11. September erstmals den „Krieg gegen den Terror“ an.

2003: Referendum in Lettland

- 2003: In Lettland sprechen sich (bei einer Wahlbeteiligung von 71,5 %) 67 % der Wähler in einem Referendum für einen Beitritt zur EU aus.
- 2008: Der Bombenanschlag auf das Marriott-Hotel in Islamabad verursacht 54 Tote und 266 Verletzte. Die Tat ist unaufgeklärt.
- 2019: Es finden weltweite Demonstrationen der Fridays-for-Future-Bewegung statt. Alleine in Deutschland gehen 1,4 Millionen Menschen in über 500 Städten auf die Straße.

### Wirtschaft
- 1753: Durch den Konventionsfuß wird der Konventionstaler als Nachfolger des Reichstalers auch im bayerischen Reichskreis eingeführt.

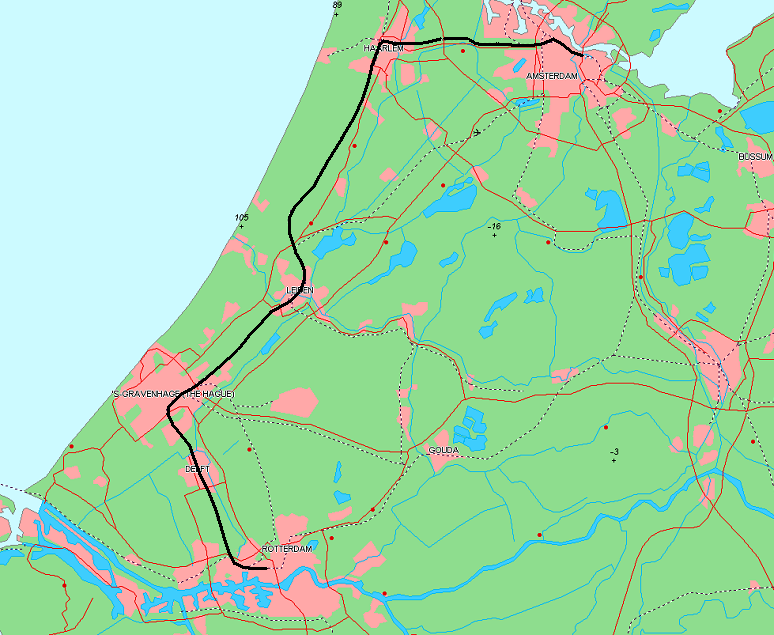
1839: Auftakt für die Oude Lijn

- 1839: Zwischen Amsterdam und Haarlem wird die erste Bahnstrecke der Niederlande in Betrieb genommen. Die Oude Lijn wird später zur Bahnstrecke Amsterdam–Rotterdam.
- 1859: Auf den von ihm erfundenen Elektroherd erhält George B. Simpson ein US-Patent.
- 2008: In den USA wird über das Wochenende fieberhaft an einem Gesetzesentwurf für ein gigantisches Rettungspaket gearbeitet, um das infolge der Subprime-Krise schwer angeschlagene Vertrauen in die Finanzmärkte noch vor Öffnung der Börsen am Montag wiederherzustellen. Die zulässige Obergrenze der Staatsverschuldung soll von derzeit 10,6 auf 11,3 Billionen US-Dollar angehoben werden, um die damit frei werdenden 700 Milliarden US-Dollar (rund 493 Milliarden Euro) zum Kauf von faulen Bankkrediten zu verwenden.

### Wissenschaft und Technik
- 1898: Alberto Santos Dumont steigt in Paris mit seinem ersten gebauten Luftschiff auf. Nach einer Fahrt bis in 400 Meter Höhe kommt es zu einer Bruchlandung.

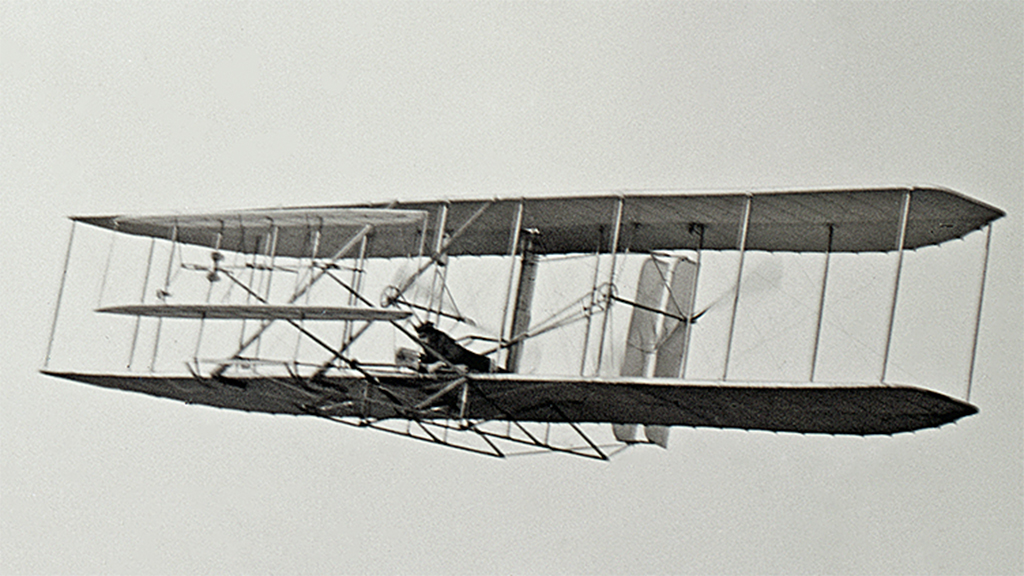
1904: Orville Wright im Flyer II

- 1904: Mit dem Wright Flyer II gelingt den Brüdern Wright der erste Flug eines Vollkreises auf der Huffman Prairie bei Dayton (Ohio).
- 1931: Der Australier George H. Wilkins kehrt nach der gescheiterten Nordpol-Tauchfahrt mit seinem U-Boot Nautilus in den Hafen von Bergen zurück.
- 1951: Eine Boeing B-47 fliegt zum ersten Mal über den Nordpol.
- 1966: Die 995,2 kg schwere Raumsonde Surveyor 2 startet Richtung Mond, wird die Mission nach einer fehlgeschlagenen Bahnkorrektur jedoch nicht erfolgreich abschließen können und zwei Tage nach dem Start zerschellen.
- 1974: Die Köhlbrandbrücke in Hamburg, die zweitlängste Straßenbrücke in Deutschland, wird durch Bundespräsident Walter Scheel eingeweiht.
- 2002: In Bangkok wird die Rama-VIII.-Brücke über den Mae Nam Chao Phraya (Chao-Phraya-Fluss) offiziell eröffnet.

### Kultur
- 1779: Die Uraufführung des Melodrams Pygmalion von Georg Anton Benda findet in Gotha statt.
- 1839: Die Uraufführung der komischen Oper Caramo oder Das Fischerstechen von Albert Lortzing findet am Stadttheater in Leipzig statt.
- 1859: In Kopenhagen öffnet der erste dänische Zoo seine Pforten für die Besucher.
- 1898: Die von Leopold Ullstein gegründete liberale Tageszeitung Berliner Morgenpost erscheint erstmals im Handel.
- 1909: Das Basler Stadttheater wird eingeweiht.
- 1913: Der Erste Deutsche Herbstsalon wird eröffnet.

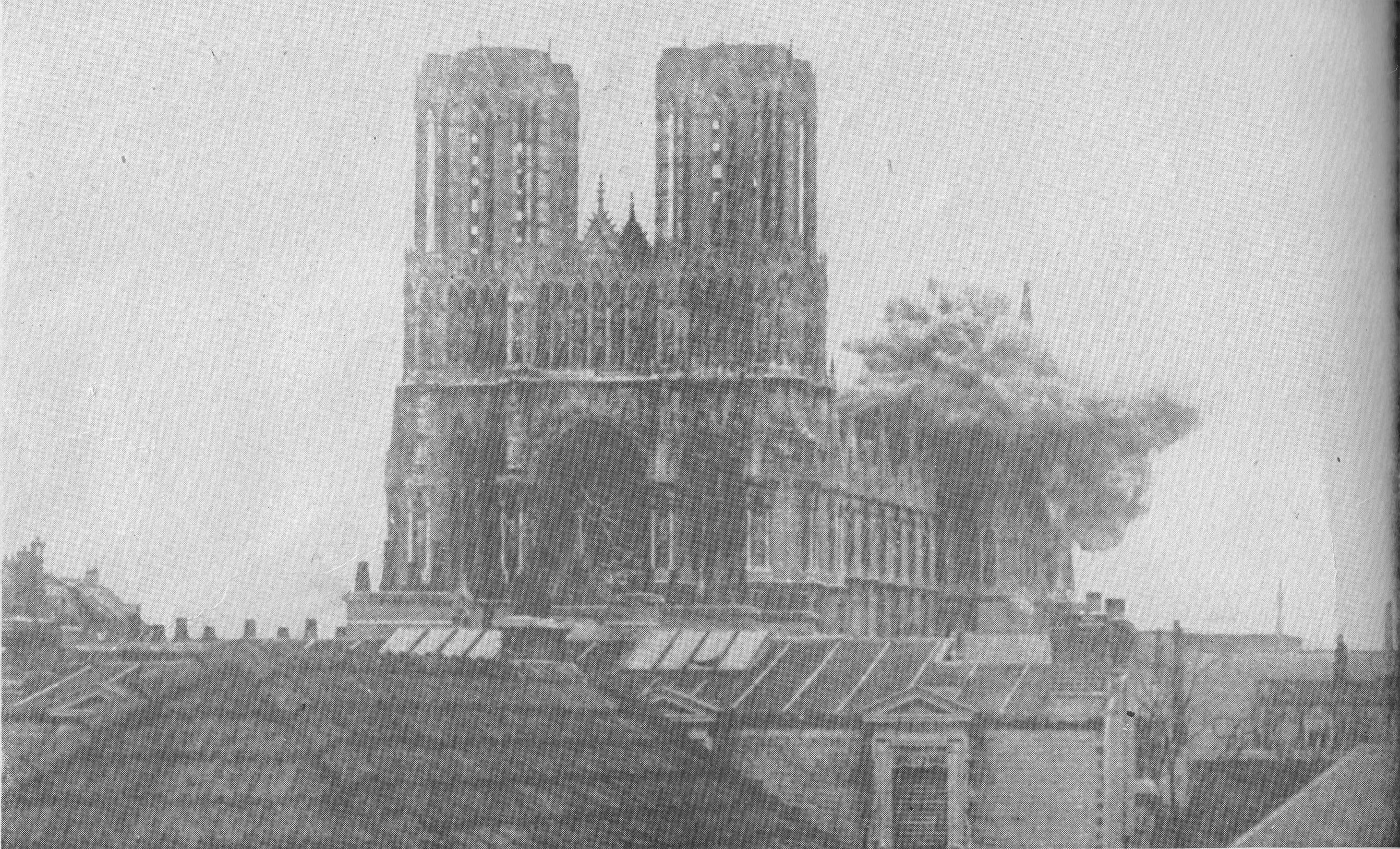
1914: Beschuss der Kathedrale von Reims

- 1914: Die weltberühmte gotische Kathedrale von Reims wird durch deutsche Artillerie schwer beschädigt.
- 1924: Das musikalische Festspiel Die Ruinen von Athen von Richard Strauss wird in Wien uraufgeführt.
- 1946: Die 1. Internationalen Filmfestspiele von Cannes werden eröffnet.
- 1958: Tommy Steele wird als erster Rock-’n’-Roll-Musiker als Wachsfigur im Museum von Marie Tussaud in London ausgestellt.
- 1959: Die Uraufführung der Oper Die Ermordung Cäsars von Giselher Klebe findet in Essen statt.
- 1963: Alfred Hitchcocks Die Vögel erlebt seine deutsche Erstaufführung.
- 2014: Der 10. Bundesvision Song Contest (deutscher Musikwettbewerb) findet in Göttingen statt.

### Religion
- 1159: Alexander III. wird als Nachfolger von Hadrian IV. als Papst inthronisiert.
- 1378: Kardinal Robert Graf von Genf wird als Gegenpapst zu Urban VI. zum Papst gewählt und nimmt den Namen Clemens VII. an. Da Urban VI. sich jedoch in Italien durchsetzen kann, flieht Clemens VII. nach Avignon. Damit beginnt das Große Abendländische Schisma.
- 1896: Papst Leo XIII. gibt eine weitere Enzyklika zum Rosenkranzgebet heraus, die den Titel Fidentem piumque animum trägt.

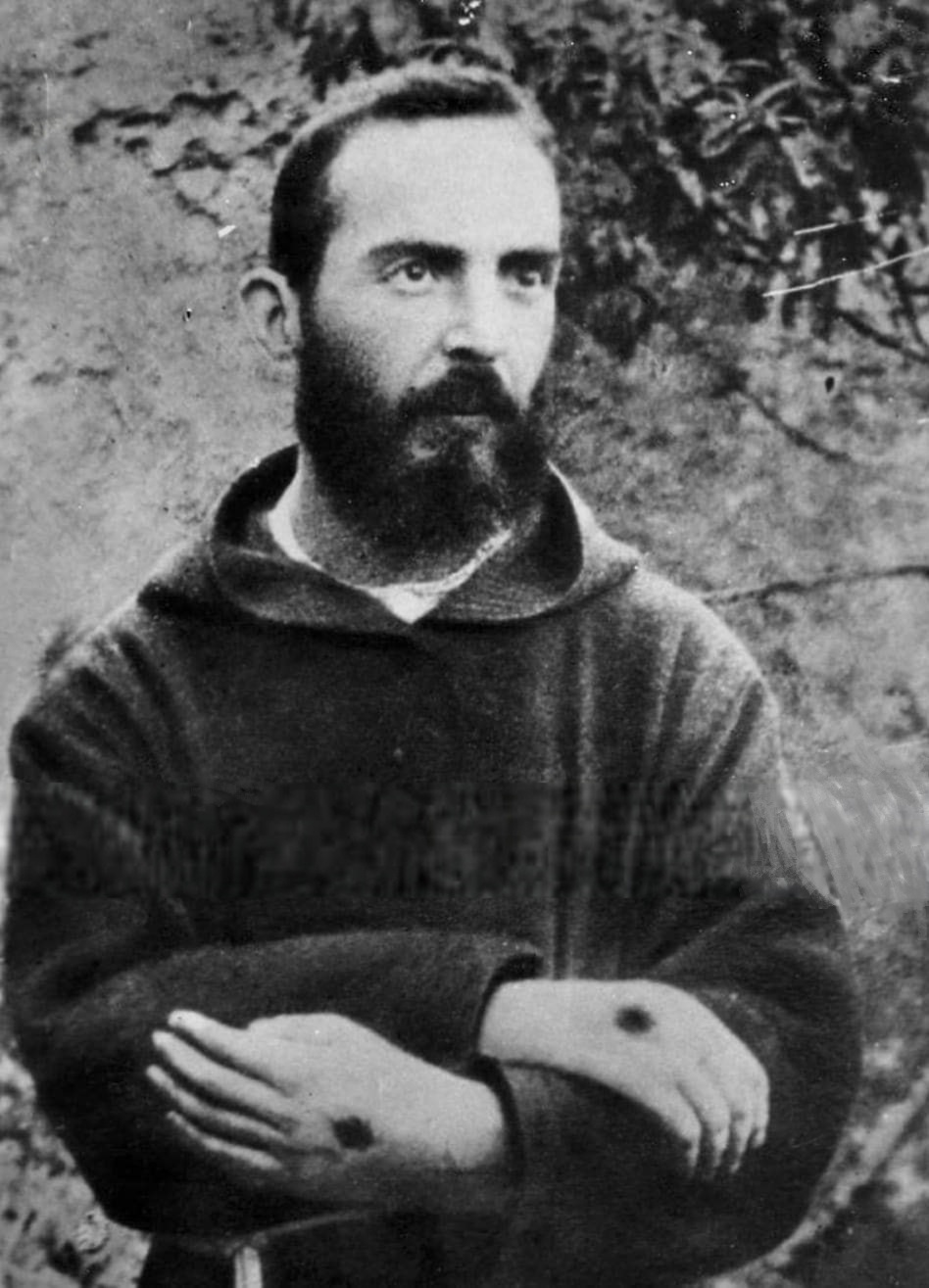
1918: Pio von Pietrelcina

- 1918: Bei dem italienischen Kapuzinermönch Pio von Pietrelcina treten sichtbare Wunden an Brust, Händen und Füßen auf, angebliche Wundmale Christi.
- 1991: Der 14. Dalai Lama gibt die Identität des 9. Jebtsundamba Khutukhtu bekannt, dessen Existenz über 50 Jahre geheim gehalten wurde.
- 1992: Ignatz Bubis wird zum Vorsitzenden des Zentralrats der Juden in Deutschland gewählt.

### Gesellschaft
- 1973: Die Telefonnummern 110 und 112 werden in Westdeutschland als Notrufnummern eingeführt.

### Katastrophen

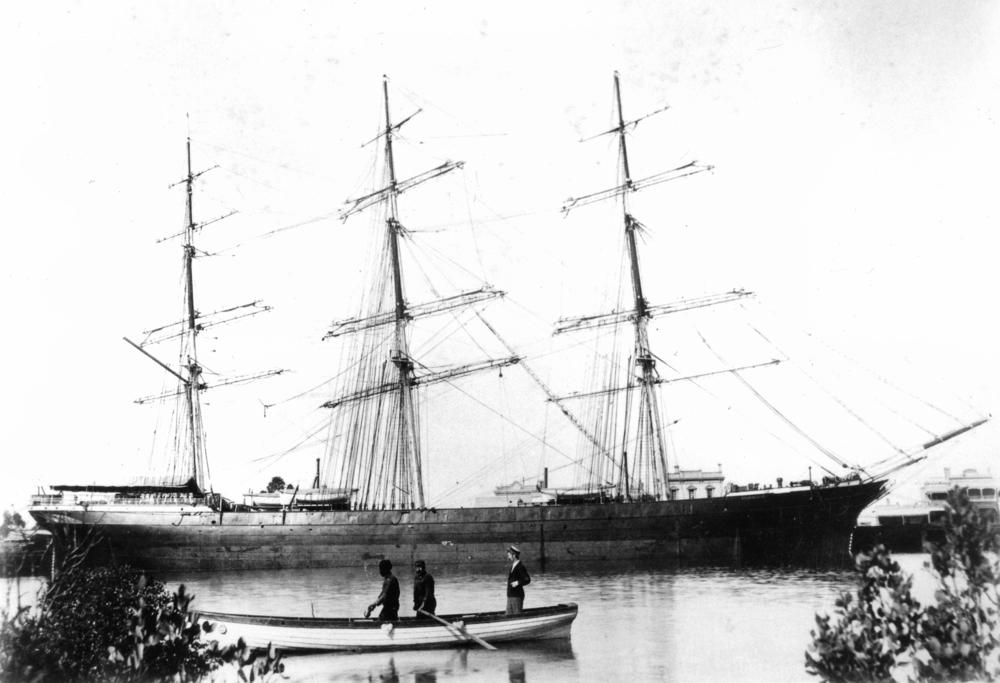
1908: Star of Bengal

- 1908: Vor Coronation Island an der Nordwestküste der Prince-of-Wales-Insel kollidiert die Bark Star of Bengal mit Felsen und sinkt, 110 Passagiere und Besatzungsmitglieder sterben.
- 2018: Etwa 50 Meter von der Anlegestelle in Ukara entfernt kentert die mit mehr als 400 Personen völlig überladene Fähre Nyerere auf dem Victoriasee in Tansania. 224 Tote werden geborgen, mindestens 40 Menschen können gerettet werden.

Kleinere Unglücksfälle sind in den Unterartikeln von Katastrophe und in der Liste von Katastrophen aufgeführt.

### Sport
- 1879: Der älteste irische Fußballverein Cliftonville FC entsteht in Belfast, als in der Lokalzeitung ein Geschäftsmann Interessenten für den Cliftonville Association Football Club sucht.
- 1896: Auf der Strecke Paris–Nantes–Paris wird von acht Teilnehmern das erste Motorradrennen der Welt ausgetragen.
- 1973: In The Battle of the Sexes besiegt die Tennisspielerin Billie Jean King in Houston Bobby Riggs in drei Sätzen (6:4, 6:3, 6:3).
- 2019: Die neunte Rugby-Union-Weltmeisterschaft beginnt in Japan.

Einträge von Leichtathletik-Weltrekorden befinden sich unter der jeweiligen Disziplin unter Leichtathletik.

## Geboren

### Vor dem 18. Jahrhundert
- 1449: Philipp I., Graf von Hanau-Münzenberg
- 1460: Louis II. de La Trémoille, französischer Adliger und Feldherr

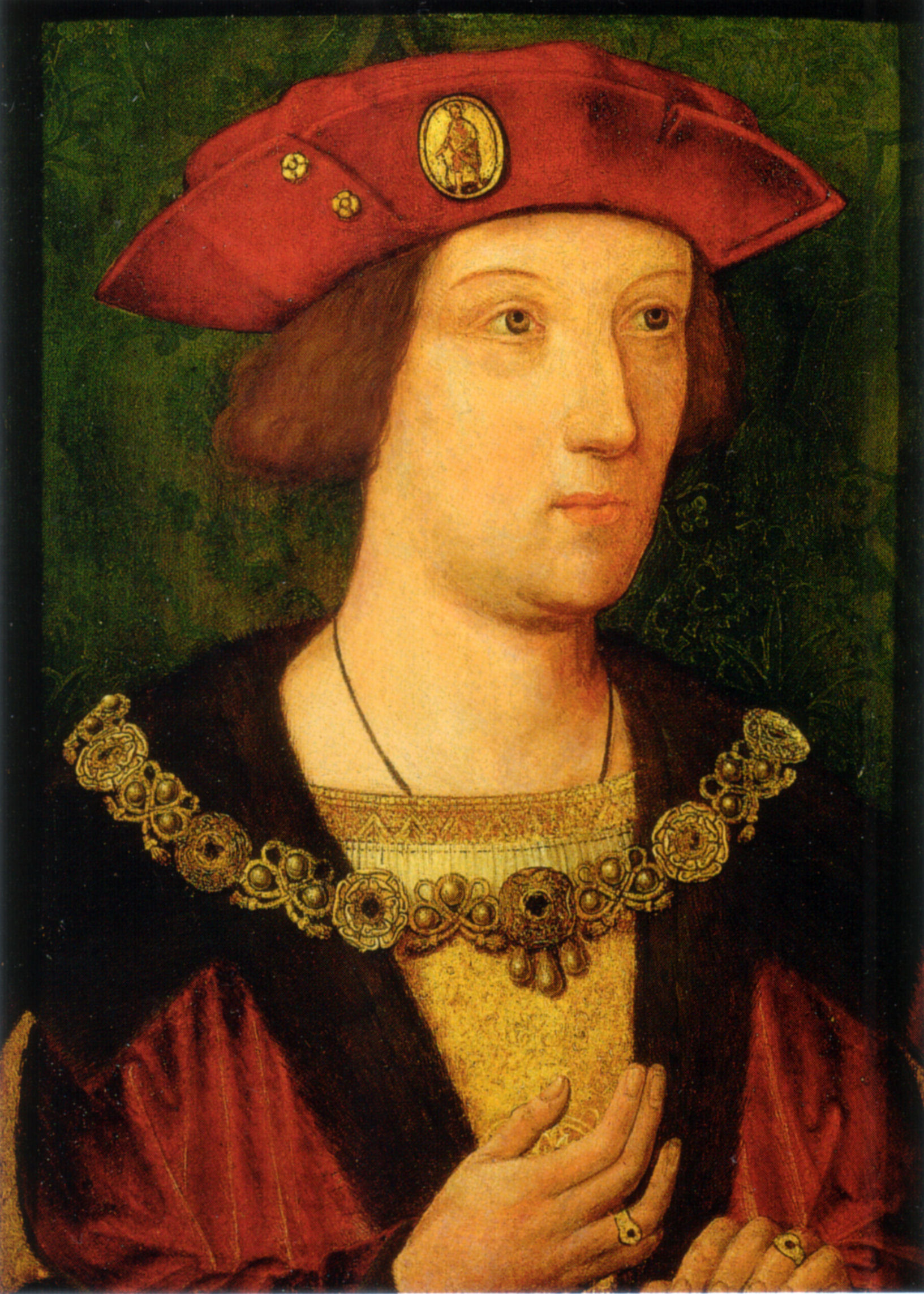
Arthur Tudor (* 1486)

- 1486: Arthur Tudor, englischer Adeliger und Prince of Wales
- 1499: Johann Albrecht von Brandenburg-Ansbach-Kulmbach, Erzbischof von Magdeburg und Bischof von Halberstadt
- 1504: Philipp III., Graf von Nassau-Weilburg
- 1599: Christian von Braunschweig-Wolfenbüttel, Herzog von Braunschweig
- 1607: Christoph Notnagel, deutscher Mathematiker und Astronom
- 1613: Jean-François Paul de Gondi, französischer Kardinal, Staatsmann und Autor (Taufdatum)
- 1615: Johann Adolf von Schwarzenberg, erster Fürst von Schwarzenberg und Reichshofratspräsident
- 1632: Martin Friedrich Friese, deutscher Mediziner
- 1659: Johann Sigmund von Kuenburg, Fürstbischof von Lavant und Fürstbischof von Chiemsee
- 1660: Ernst Friedrich Meurer, deutscher Beamter und Jurist
- 1663: Pirro Albergati, italienischer Komponist
- 1663: Henry FitzRoy, 1. Duke of Grafton, englischer Adeliger
- 1663: Friedrich Wilhelm, Fürst von Hohenzollern-Hechingen
- 1695: Johann Lorenz Bach, deutscher Komponist
- 1697: Ludwig Debiel, österreichischer Jesuit und Theologe
- 1700: Benedict Leonard Calvert, britischer Kolonialgouverneur von Maryland
- 1700: Viktor II. Friedrich, Fürst von Anhalt-Bernburg

### 18. Jahrhundert
- 1703: Christoph Timotheus Seidel, deutscher lutherischer Theologe

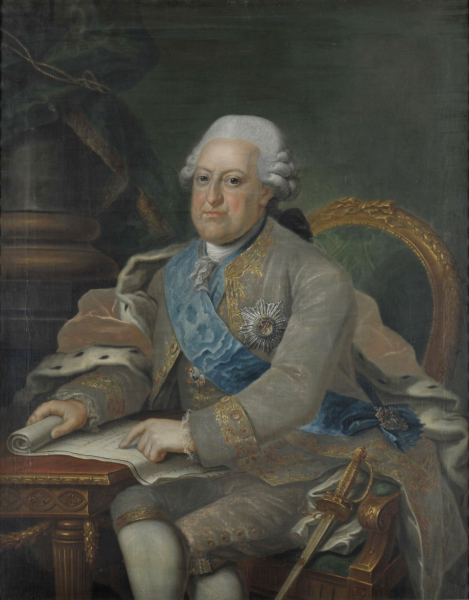
Friedrich August (* 1711)

- 1711: Friedrich August, Fürstbischof von Lübeck und Herzog von Oldenburg
- 1721: Ernst Heinrich Abel, deutscher Porträtmaler
- 1726: Honorius Roth von Schreckenstein, Fürstabt von Kempten
- 1727: Mateo de Toro Zambrano y Ureta, spanischer Gouverneur von Chile und Präsident der Ersten Regierungsjunta Chiles
- 1738: Joachim Nettelbeck, deutscher Seefahrer und Schriftsteller
- 1744: Giacomo Quarenghi, italienisch-russischer Architekt und Maler
- 1748: Benjamin Goodhue, US-amerikanischer Politiker
- 1755: Johann Nepomuk von Triva, bayerischer General und Kriegsminister
- 1758: Jean-Jacques Dessalines, Kaiser von Haiti

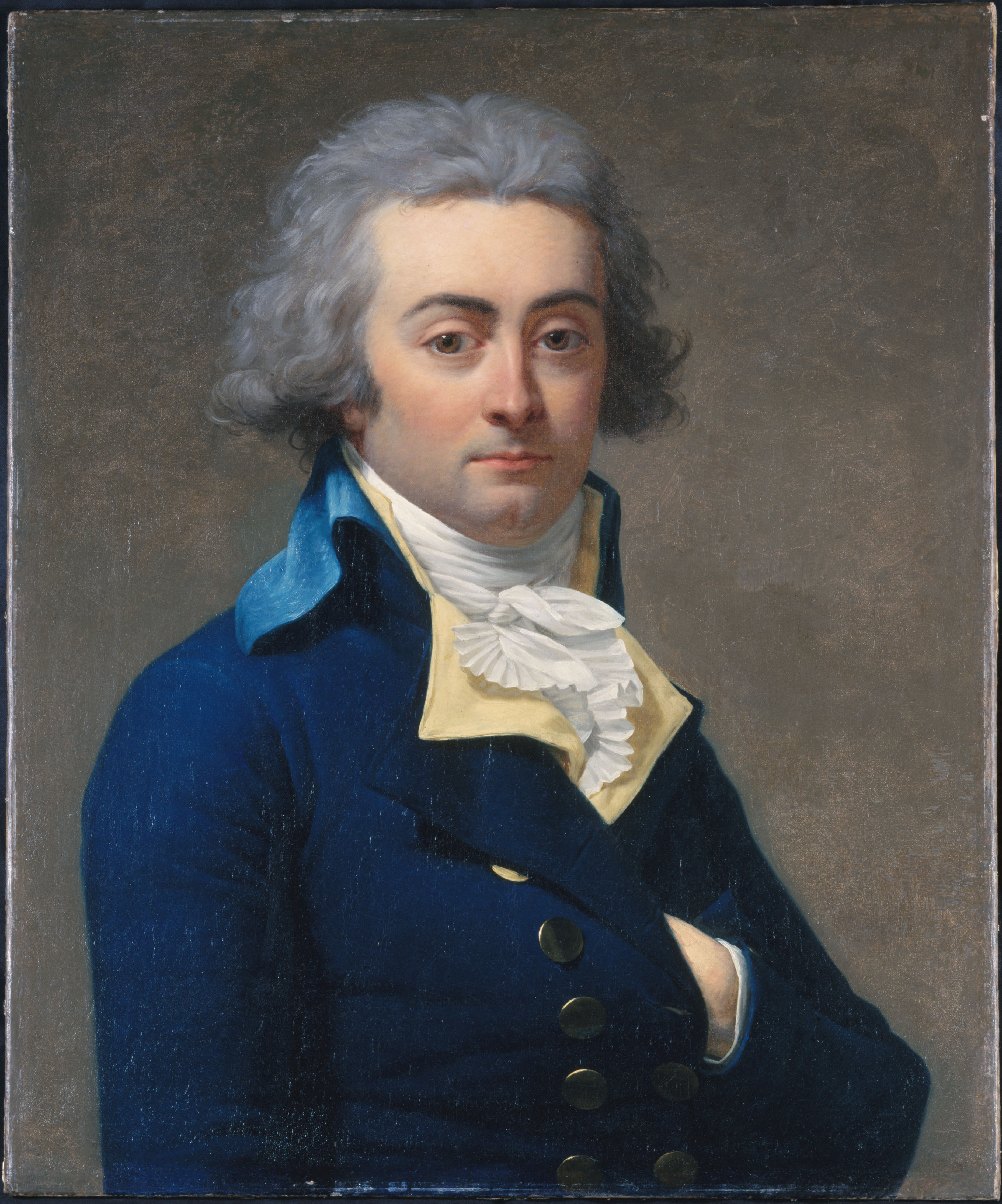
Marie-Jean Hérault de Séchelles (* 1759)

- 1759: Marie-Jean Hérault de Séchelles, französischer Politiker während der Revolution
- 1760: Christoph Wilhelm Mitscherlich, deutscher Altphilologe
- 1760: Clement Storer, US-amerikanischer Politiker
- 1762: Bernhard Radhoff, deutscher Kommunalpolitiker
- 1768: Johann Gottfried Steinhäuser, deutscher Physiker, Mathematiker, Montanist und Jurist
- 1778: Fabian Gottlieb von Bellingshausen, russischer Seefahrer und Offizier
- 1786: Franz Passow, deutscher Altphilologe
- 1798: Philipp Schey von Koromla, ungarisch-österreichischer Großhändler und Mäzen

### 19. Jahrhundert

#### 1801–1850
- 1802: Guillaume Despréaux, französischer Komponist
- 1807: Friedrich Gauermann, österreichischer Maler
- 1808: Albert Zimmermann, deutscher Maler
- 1813: Ludwig Lenz, deutscher Schriftsteller und Journalist

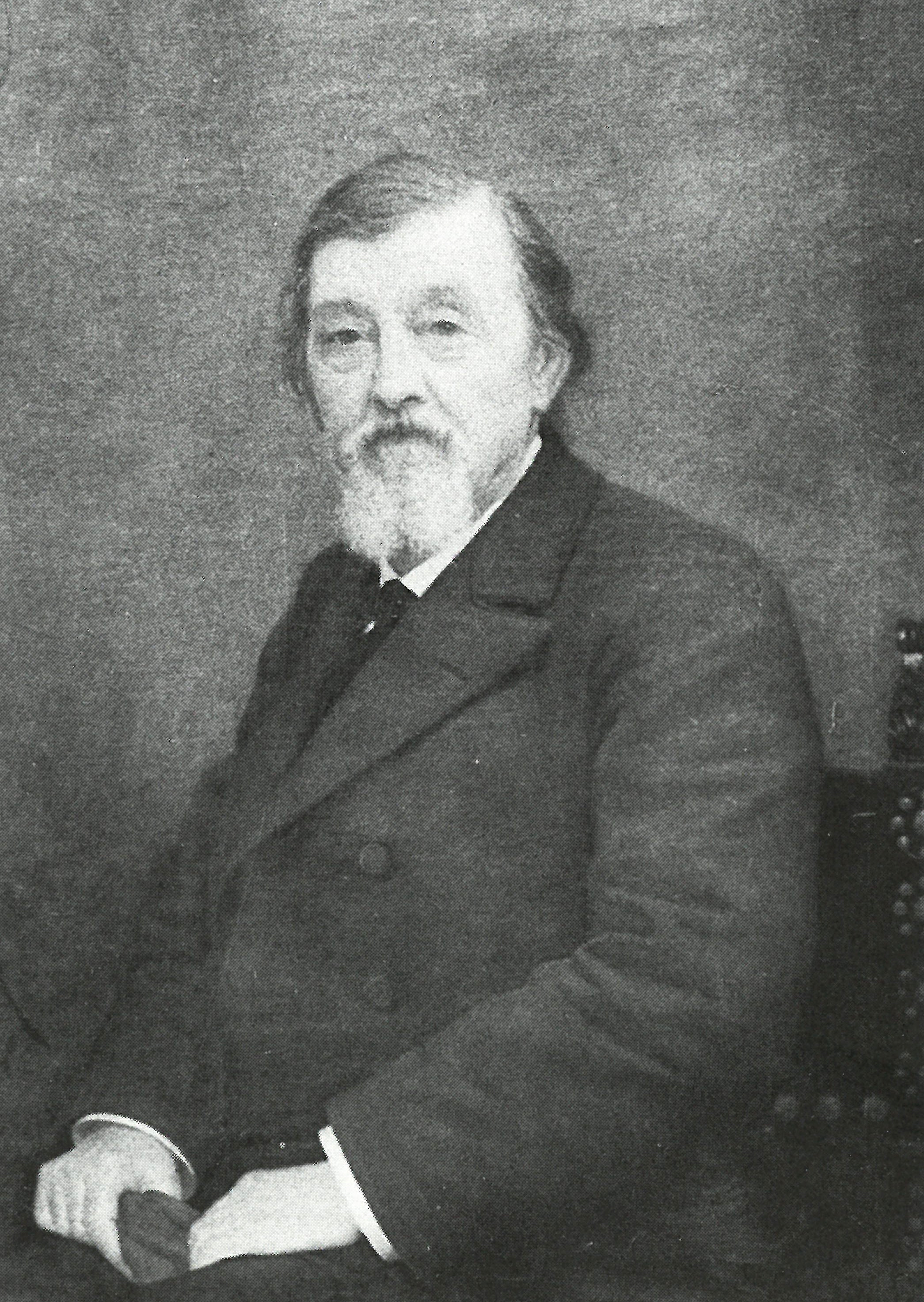
Antonio Gabrini (* 1814)

- 1814: Antonio Gabrini, italienisch-schweizerischer Politiker
- 1814: Charles Gaillardot, französischer Mediziner und Naturforscher
- 1820: John Fulton Reynolds, US-amerikanischer General der Union im Sezessionskrieg
- 1821: Cornelis Willem Opzoomer, niederländischer Jurist, Philosoph, Literaturwissenschaftler und Logiker
- 1822: Peter Mitterhofer, österreichischer Zimmermann und Erfinder
- 1823: Hans Ernst von Berchem-Haimhausen, deutsch-österreichischer Großgrundbesitzer
- 1826: Julius Appelius, deutscher Jurist
- 1827: Wilhelm André, deutscher Jurist und Politiker
- 1830: Yoshida Shōin, japanischer Intellektueller und Revolutionär

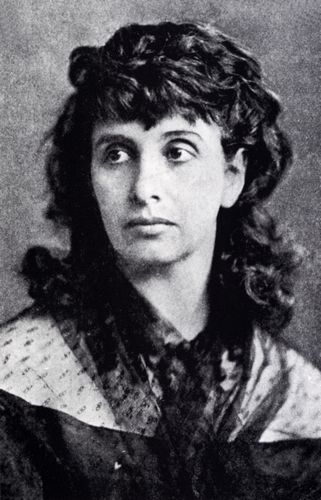
Hedwig Dohm (* 1831)

- 1831: Hedwig Dohm, deutsche Schriftstellerin, Frauenrechtlerin und feministische Theoretikerin
- 1832: Johann Joseph Abert, tschechischer Komponist
- 1833: Ernesto Teodoro Moneta, italienischer Politiker, Präsident der Lombardischen Friedensliga, Friedensnobelpreisträger
- 1835: Ferdinand Leopold von Andrian-Werburg, österreichischer Geologe und Anthropologe
- 1839ː Cäcilie von Baden, Prinzessin von Baden, Großfürstin von Russland
- 1840: Hugo Jentsch, deutscher Gymnasiallehrer, Landeshistoriker und Urgeschichtsforscher
- 1842: James Dewar, britischer Physiker und Chemiker (Dewar-Benzol, Dewar-Gefäß)
- 1843: Nikolaj Alexandrowitsch Romanow, russischer Adeliger
- 1844: Johannes Ryf, Schweizer Jurist und Politiker
- 1848: Friedrich Soennecken, deutscher Kaufmann, Unternehmer, Erfinder und Grafiker in der Gründerzeit

#### 1851–1900

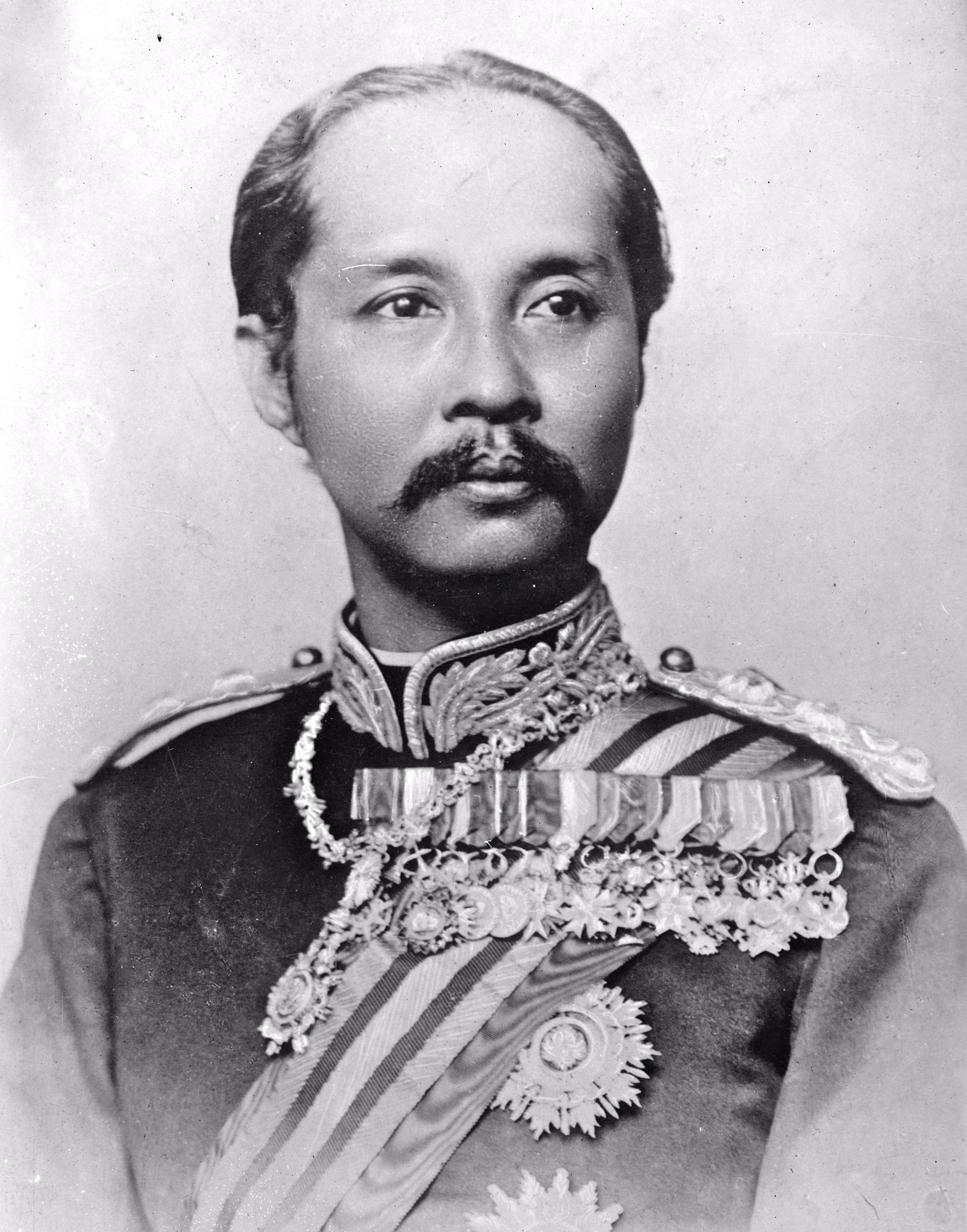
Chulalongkorn (* 1853)

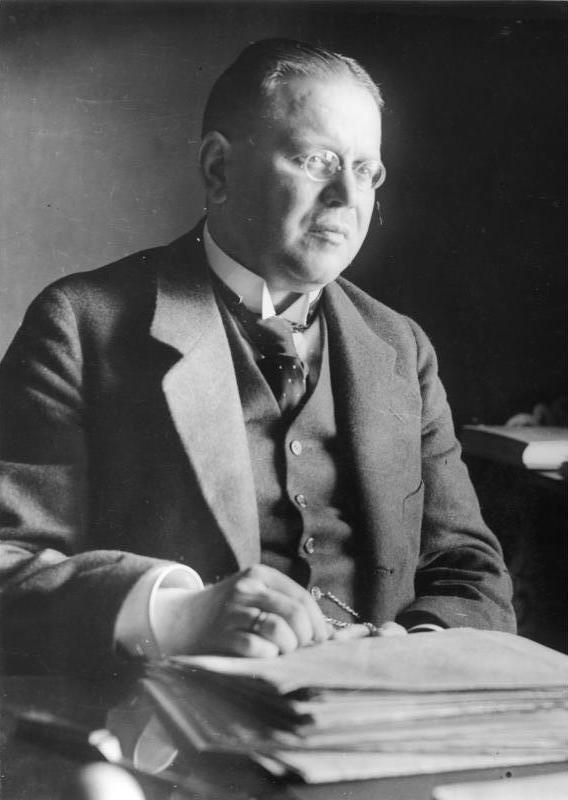
Matthias Erzberger (* 1875)

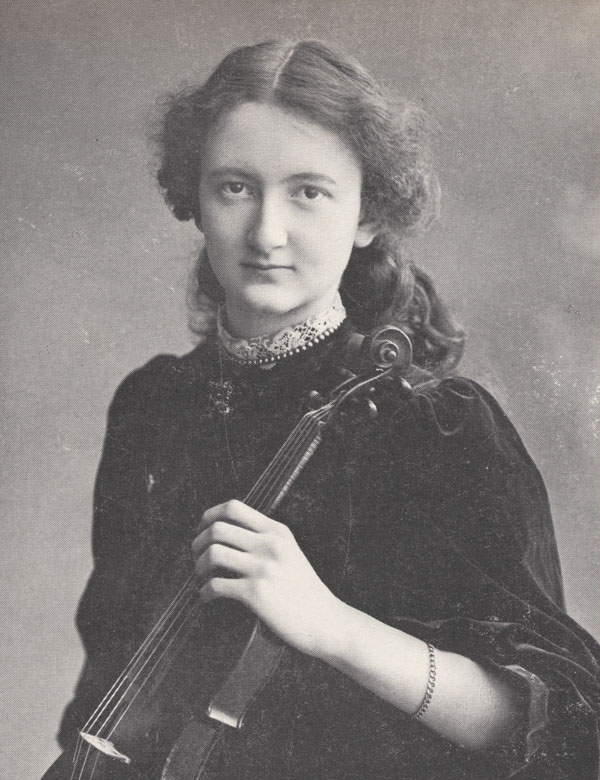
Kathleen Parlow (* 1890)

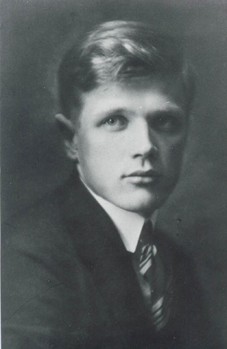
Uuno Klami (* 1900)

- 1853: Chulalongkorn, König von Siam
- 1853: Joseph Kürschner, deutscher Schriftsteller und Lexikograph
- 1858: Nándor Szenkár, ungarischer Komponist, Kapellmeister und Chasan
- 1860: James Gillett, US-amerikanischer Politiker
- 1860: Arthur Walter, deutsch-baltischer Pastor und evangelischer Bekenner
- 1861: Herbert Putnam, US-amerikanischer Bibliothekar, Leiter der Library of Congress
- 1865: Lubor Niederle, tschechischer Archäologe und Anthropologe, Ethnograph und Historiker
- 1865: Louis Bornó, haitianischer Politiker
- 1868: Paul Hoering, deutscher Apotheker und Chemiker
- 1869: Georg Wille, deutscher Cellist und Pädagoge
- 1872: Maurice Gamelin, französischer General
- 1873: Lulu von Strauß und Torney, deutsche Dichterin und Schriftstellerin
- 1873: Ferenc Szisz, ungarischer Rennfahrer
- 1875: Matthias Erzberger, deutscher Publizist und Politiker, MdR, Reichsfinanzminister, Attentatsopfer
- 1877: Armand Marsick, belgischer Violinvirtuose und Komponist
- 1878: Upton Sinclair, US-amerikanischer Schriftsteller, Pulitzer-Preisträger und Politiker
- 1879: Heinrich Clausen, deutscher Kommunalpolitiker, Buchhändler, Verleger, Fotograf und Gastronom
- 1879: Victor Sjöström, schwedischer Filmregisseur
- 1880: Ildebrando Pizzetti, italienischer Komponist
- 1880: Nazario Sauro, italienischer Marineoffizier und Irredentist
- 1883: Albrecht Alt, deutscher Theologe
- 1885: Éva Gauthier, kanadische Sängerin
- 1885: Curt Mücke, deutscher Maler und Graphiker
- 1886: Cecilie zu Mecklenburg, deutsche Kronprinzessin
- 1887: Erich Hecke, deutscher Mathematiker
- 1889: Charles Reidpath, US-amerikanischer Stadtbaumeister und -planer
- 1890: Kathleen Parlow, kanadische Geigerin und Musikpädagogin
- 1890: Richard Sjöberg, schwedischer Leichtathlet
- 1892: Marij Kogoj, slowenischer Komponist
- 1892: Hermann Tambornino, deutscher Pädagoge und Schriftsteller
- 1893: Hans Scharoun, deutscher Architekt, bedeutender Vertreter der organischen Architektur
- 1894: Mario Lepori, Schweizer Bonvivant, Sportler und Automobilrennfahrer
- 1894: Hermann Meinert, deutscher Historiker und Archivar
- 1895: Henri D’Espine, Schweizer evangelischer Geistlicher und Hochschullehrer
- 1896: Friedrich Sämisch, deutscher Schachspieler
- 1898: Norman Z. McLeod, US-amerikanischer Filmregisseur
- 1898ː Else Rahel Samulon-Guttmann, deutsche Juristin und Richterin, Opfer des Holocaust
- 1898ː Elisabeth Scott, britische Architektin
- 1899: Bruno d’Harcourt, französischer Automobilrennfahrer
- 1899: Leo Strauss, deutsch-US-amerikanischer Philosoph
- 1900: Joachim Jeremias, deutscher Theologe und Orientalist
- 1900: Uuno Klami, finnischer Komponist
- 1900: Nikolai Wladimirowitsch Timoféew-Ressowski, russischer Genetiker
- 1900: Willem Adolf Visser ’t Hooft, niederländischer Theologe

### 20. Jahrhundert

#### 1901–1925

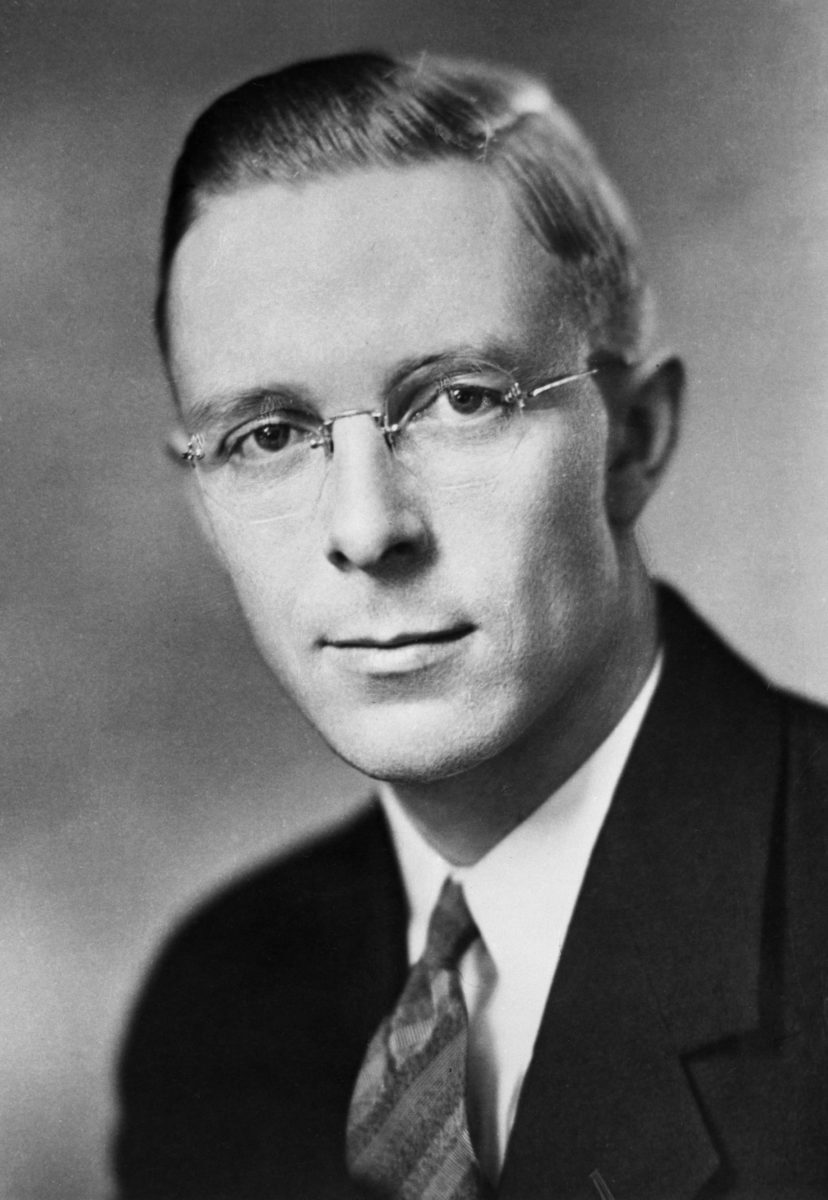
Ernest Manning (* 1908)

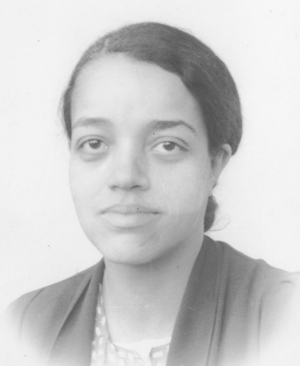
Dorothy Vaughan (* 1910)

- 1901: Gus Edson, US-amerikanischer Cartoonist und Comiczeichner
- 1901: Leo Justinus Kauffmann, elsässischer Komponist
- 1902: Vladimír Clementis, slowakischer Politiker, Jurist, Schriftsteller und Übersetzer
- 1902: Wassil Mschawanadse, georgischer Politiker, erster Sekretär der KP, Politbüromitglied
- 1903: Joseph Breitbach, deutscher Schriftsteller
- 1904: Raymond Gaillard, französischer Unternehmer und Automobilrennfahrer
- 1906: Ishizuka Tomoji, japanischer Schriftsteller
- 1907: Anton Peter Khoraiche, libanesischer Kardinal und Maronitischer Patriarch von Antiochien und des ganzen Orients
- 1908: Ernest Manning, kanadischer Politiker und Prediger, Provinzpremierminister
- 1908: Alexander Mitscherlich, deutscher Arzt, Psychoanalytiker und Schriftsteller
- 1909: Friedrich Behrens, deutscher Wirtschaftswissenschaftler und Hauptvertreter des Neuen Ökonomischen Systems in der DDR
- 1910: Dorothy Vaughan, US-amerikanische Mathematikerin, NASA-Managerin
- 1911: Jan Mul, niederländischer Komponist, Organist und Chorleiter
- 1913: Heinz Kaufmann, deutscher Ruderer
- 1916: Rudolf-August Oetker, deutscher Unternehmer in der Nahrungsmittelindustrie und Reeder
- 1917: Red Auerbach, US-amerikanischer Basketballtrainer
- 1917: Fernando Rey, spanischer Filmschauspieler
- 1918: Herbert Wehnelt, deutscher Generalleutnant der Luftwaffe
- 1920: Hanns Cibulka, deutscher Schriftsteller und Lyriker
- 1921: Carlo Parola, italienischer Fußballspieler und -trainer
- 1922: Pierre Barbizet, französischer Pianist und Musikpädagoge
- 1924: Eberhard Lämmert, deutscher Germanist und Literaturwissenschaftler
- 1924: Guido Mancini, italienischer Unternehmer und Automobilrennfahrer
- 1925ː Joan Barton, US-amerikanische Schauspielerin
- 1925: Ananda Mahidol, thailändischer Adeliger, König von Thailand

#### 1926–1950

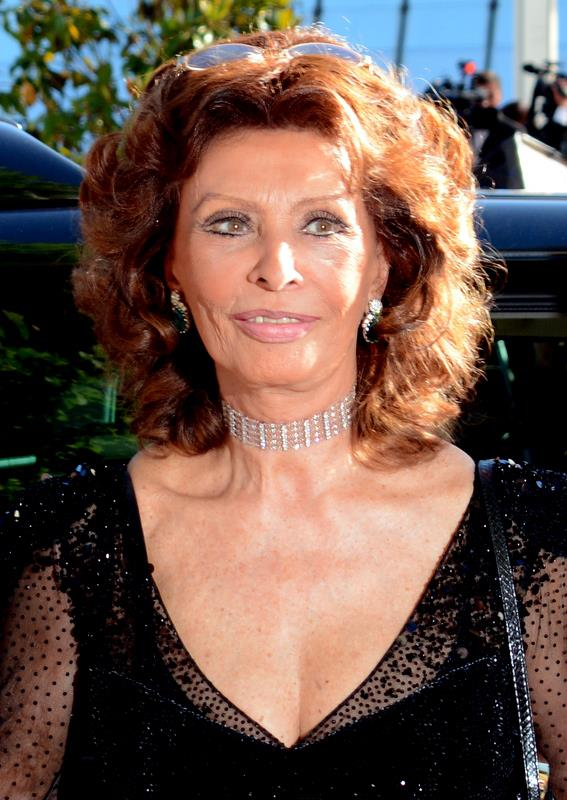
Sophia Loren (* 1934)

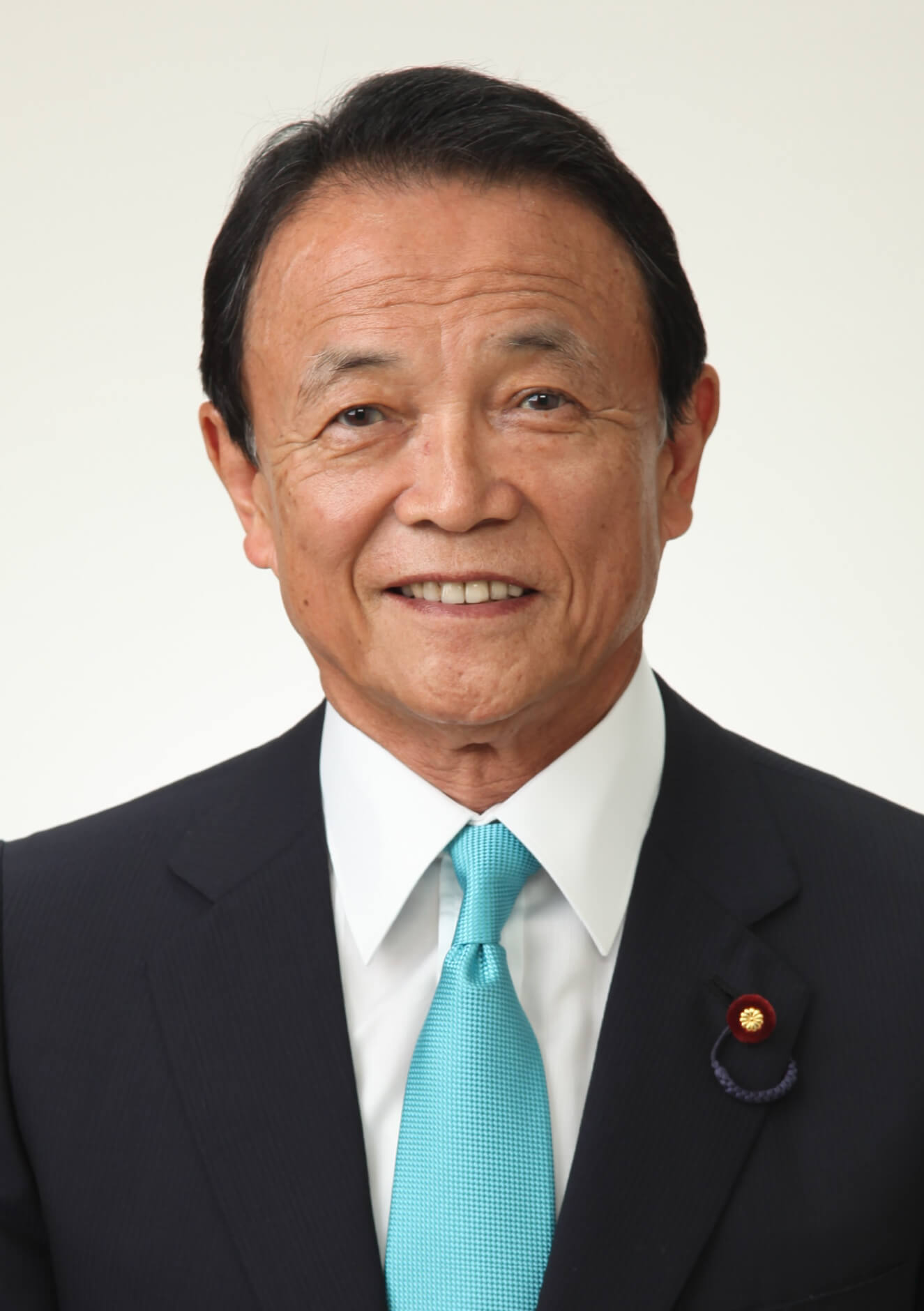
Tarō Asō (* 1940)

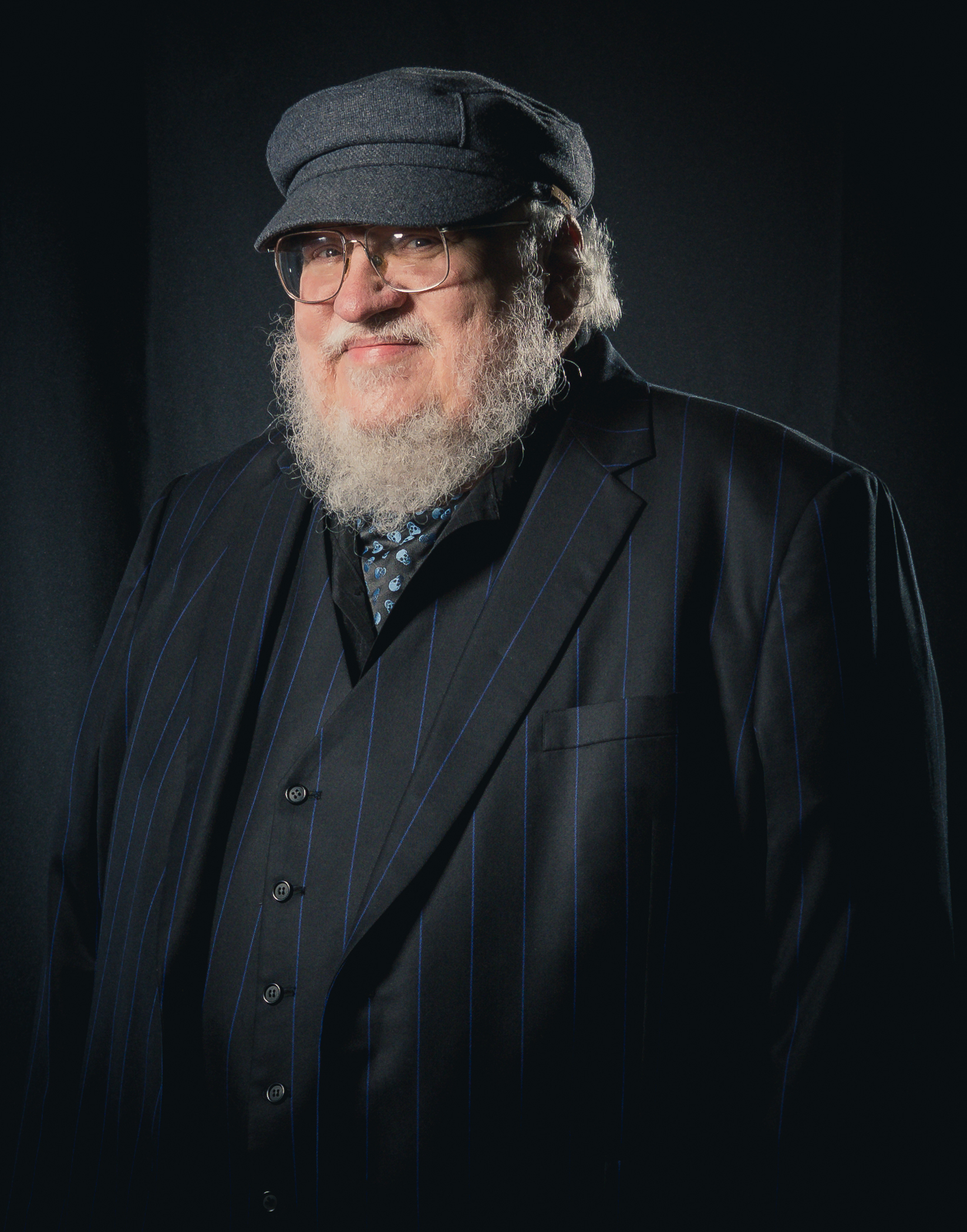
George R. R. Martin (* 1948)

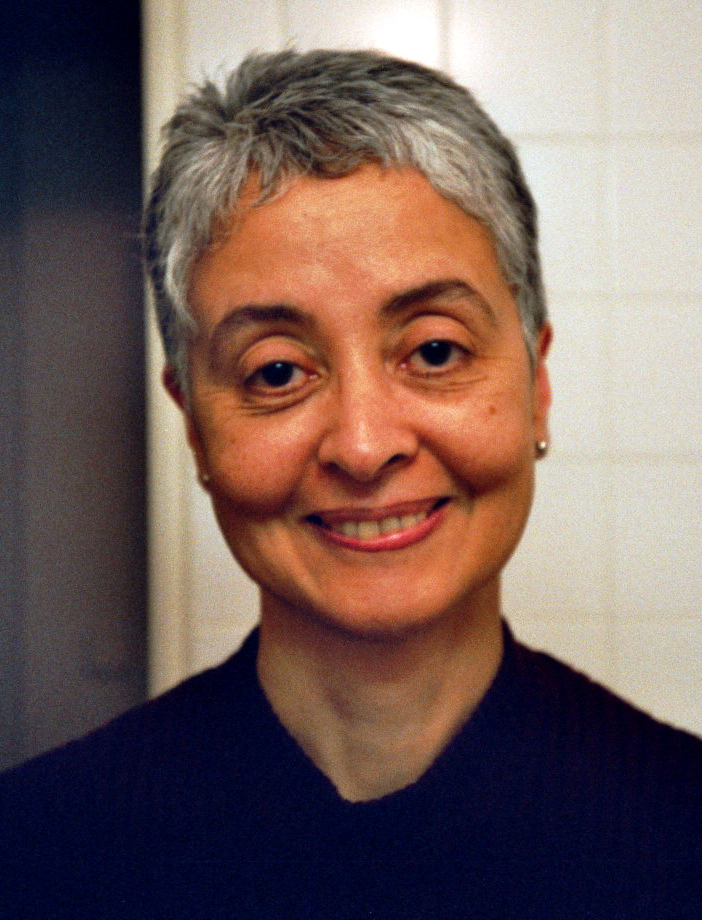
Adrian Piper (* 1948)

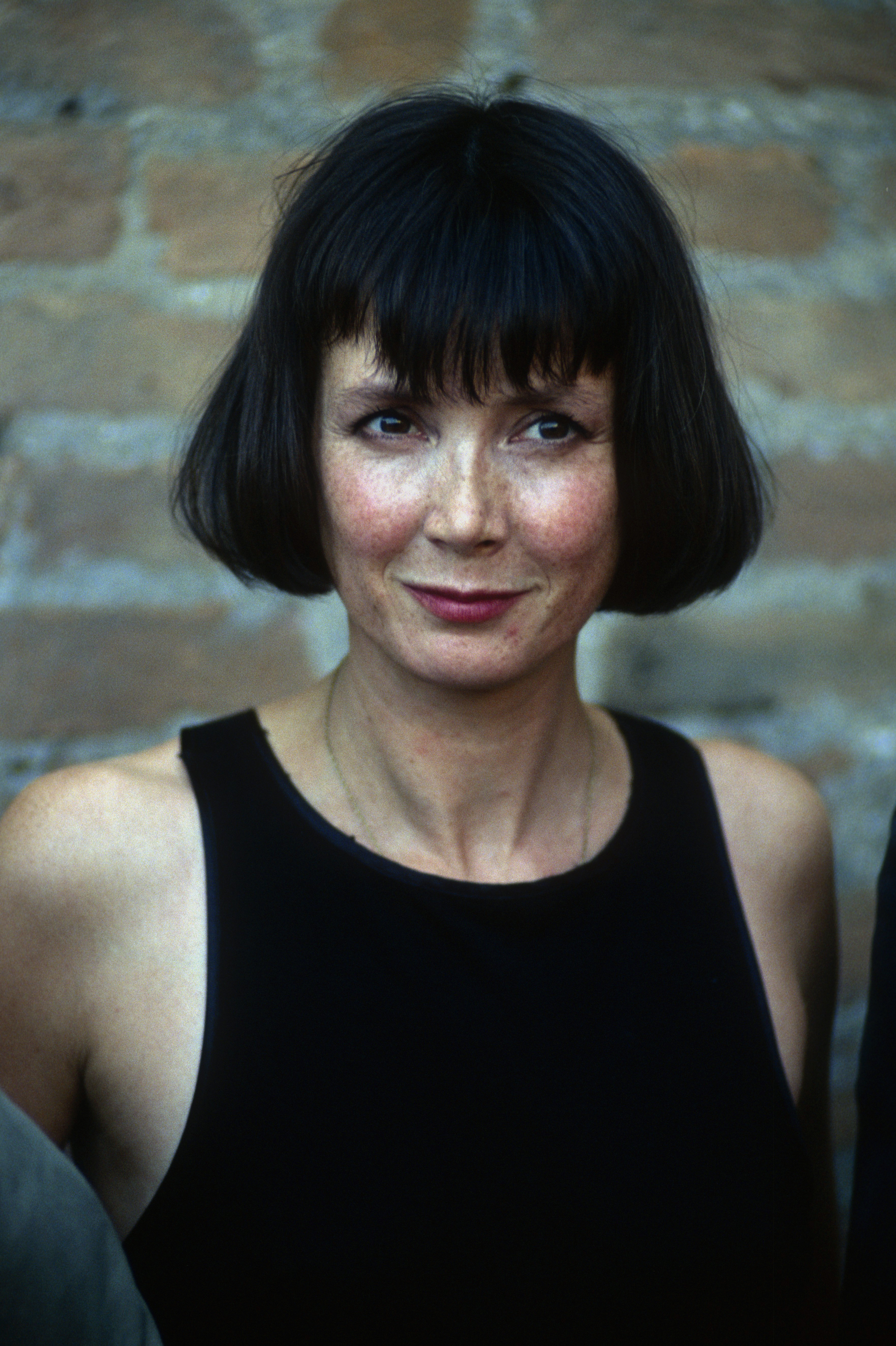
Sabine Azéma (* 1949)

- 1926: Wolfgang Gruner, deutscher Kabarettist
- 1926: Harald Hakenbeck, deutscher Maler und Grafiker
- 1927: Peter Borgelt, deutscher Film- und Theaterschauspieler
- 1927: Red Mitchell, US-amerikanischer Jazzbassist
- 1927: Paul-Ernst Strähle, deutscher Unternehmer und Automobilrennfahrer
- 1927: Katharina Tüschen, deutsche Schauspielerin
- 1929: Hans von Borsody, deutscher Schauspieler österreichischer Herkunft
- 1929: Gerd Steierwald, deutscher Verkehrswissenschaftler
- 1929: Vittorio Taviani, italienischer Filmregisseur
- 1930: Adolf Endler, deutscher Schriftsteller, Essayist und Lyriker
- 1930: André Haddad, libanesischer Erzbischof
- 1933: Walentin Iwanowitsch Morkowkin, sowjetischer Ruderer
- 1934: John Earls Dalton, australischer Professor für Kultur- und Sozialanthropologie
- 1934: Hannes Keller, Schweizer Tauch- und Computerpionier
- 1934: Sophia Loren, italienische Schauspielerin
- 1935: Walter Eschweiler, deutscher Fußballschiedsrichter
- 1935: Luitgardis Hecker, deutsche römisch-katholische Ordensschwester und Äbtissin
- 1937: Gerhard Adolph, deutscher Leichtathlet, Schauspieler und Moderator
- 1937ː Birgitta Dahl, schwedische Politikerin
- 1937: Monica Zetterlund, schwedische Sängerin und Schauspielerin
- 1938: Eric Gale, US-amerikanischer Gitarrist
- 1938: Volkmar Kleinert, deutscher Schauspieler, Sprecher und Dramaturg
- 1938: Gilda Mirós, US-amerikanische Schauspielerin, Rundfunk- und Fernsehproduzentin und Autorin puerto-ricanischer Herkunft
- 1939: Samih Moudallal, syrischer Gewichtheber und Sportfunktionär
- 1939: Peter Radford, britischer Leichtathlet und Olympiateilnehmer
- 1940: Tarō Asō, japanischer Politiker
- 1940: Joseph J. DioGuardi, US-amerikanischer Politiker, Mitglied des Repräsentantenhauses
- 1940: István Nagy, ungarischer Komponist, Pianist, Dirigent und Musikpädagoge
- 1941: Butch Byrd, US-amerikanischer American-Football-Spieler
- 1941: Gerhard Körner, deutscher Fußballspieler
- 1942: Mike Cooper, britischer Gitarrist und Sänger
- 1942: Jürgen Hart, deutscher Kabarettist
- 1942: Susanna Kubelka, österreichische Schriftstellerin
- 1943: Sani Abacha, nigerianischer General und Militärdiktator
- 1943: Jörg Herchet, deutscher Komponist
- 1943: Tommy Nobis, US-amerikanischer American-Football-Spieler
- 1944: Barbara Ahrons, deutsche Politikerin
- 1944: Jan Steinhauser, niederländischer Ruderer
- 1945: Paul Barth, deutscher Judoka
- 1945: Laurie Spiegel, US-amerikanische Komponistin
- 1945: Georg Westermann, deutscher Verlagsbuchhändler
- 1946: Norbert Leben, deutscher Land- und Forstwirt, Verbandsfunktionär sowie Kommunalpolitiker
- 1947: Jairo Arboleda, kolumbianischer Fußballspieler und -trainer
- 1947: Helmut-Maria Glogger, Schweizer Journalist und Buchautor
- 1948: George R. R. Martin, US-amerikanischer Science-Fiction-, Fantasy- und Horror-Schriftsteller, Drehbuchautor und Produzent
- 1948: Adrian Piper, US-amerikanische Konzeptkünstlerin und analytische Philosophin
- 1949: Sabine Azéma, französische Schauspielerin
- 1949: Carlos Babington, argentinischer Fußballspieler
- 1950: Hassan Aref, ägyptisch-US-amerikanischer Ingenieur und Physiker
- 1950: Loredana Bertè, italienische Sängerin
- 1950: Hans-Peter Wetzel, deutscher Rechtsanwalt und Politiker, MdL

#### 1951–1975

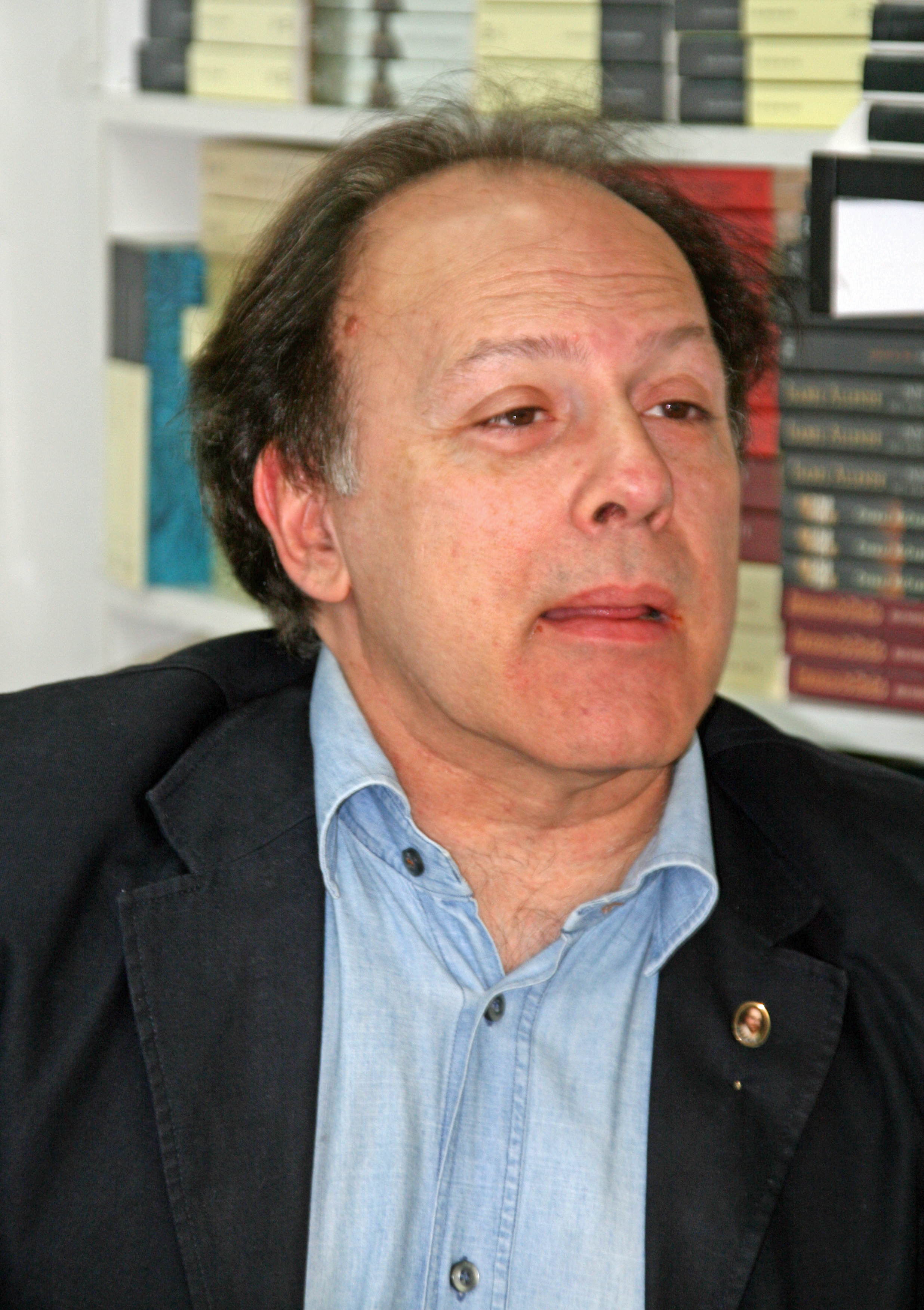
Javier Marías (* 1951)

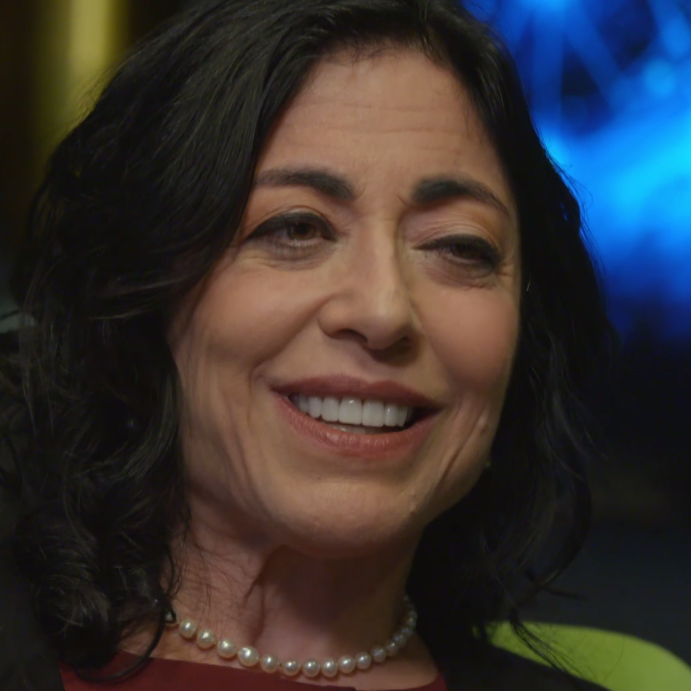
Jennifer Tour Chayes (* 1956)

- 1951: A. A. Attanasio, US-amerikanischer Fantasy- und Science-Fiction-Autor
- 1951: Guy Lafleur, kanadischer Eishockeyspieler
- 1951: Javier Marías, spanischer Schriftsteller
- 1951: Johnathan Anthony Wisniski Jr., auch Greg „The Hammer“ Valentine, US-amerikanischer Wrestler
- 1952: Gabriele Badorek, deutsche Handballspielerin
- 1952: Grażyna Rabsztyn, polnische Leichtathletin
- 1953: Barbara Haering, Schweizer Politikerin
- 1953: Horst Hayer, deutscher Fußballspieler
- 1954: Renate Götting, deutsche Politikerin
- 1954: Brinke Stevens, US-amerikanische Schauspielerin, Model und Autorin
- 1955: Georg Christoph Biller, deutscher Dirigent und Thomaskantor zu Leipzig
- 1955: Dan Magnusson, schwedischer Schlagzeuger
- 1956: Jennifer Tour Chayes, US-amerikanischer Informatikerin und Mathematikerin
- 1956: John Harle, britischer Saxophonist und Komponist
- 1956: Cyril Neveu, französischer Motorradrennfahrer

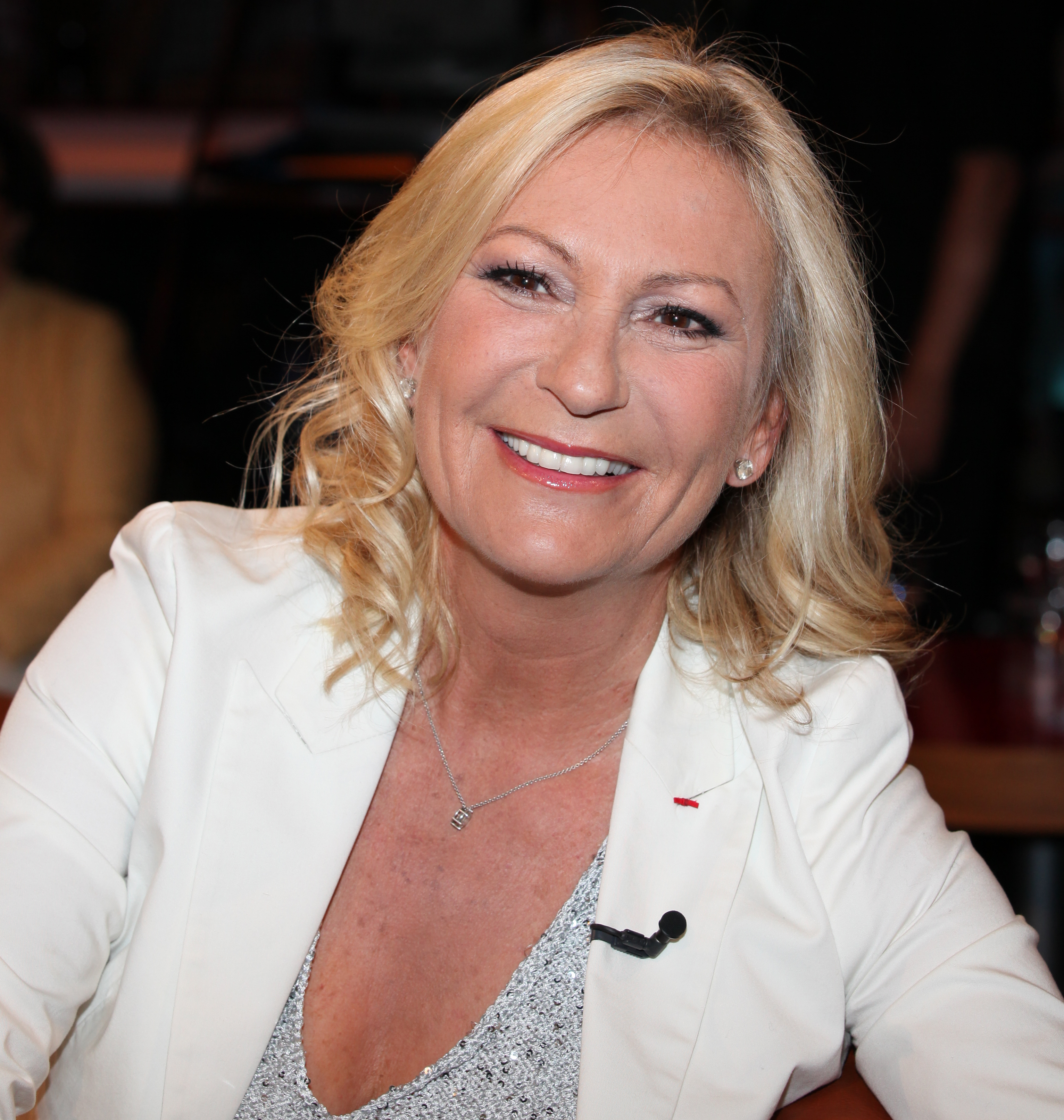
Sabine Christiansen (* 1957)

- 1957: Sabine Christiansen, deutsche Fernsehmoderatorin, Journalistin und Produzentin
- 1958: Arn Anderson, US-amerikanischer Wrestler
- 1958: Mychael Danna, kanadischer Komponist von Filmmusik
- 1958: Charlie Kaufman, US-amerikanischer Drehbuchautor und Filmregisseur
- 1958: Norbert Meier, deutscher Fußballspieler und -trainer
- 1959: Christian Lindner, deutscher Journalist
- 1960: Alice Brown, US-amerikanische Leichtathletin, Olympiasiegerin
- 1960: Ecki Stieg, deutscher Journalist und Moderator

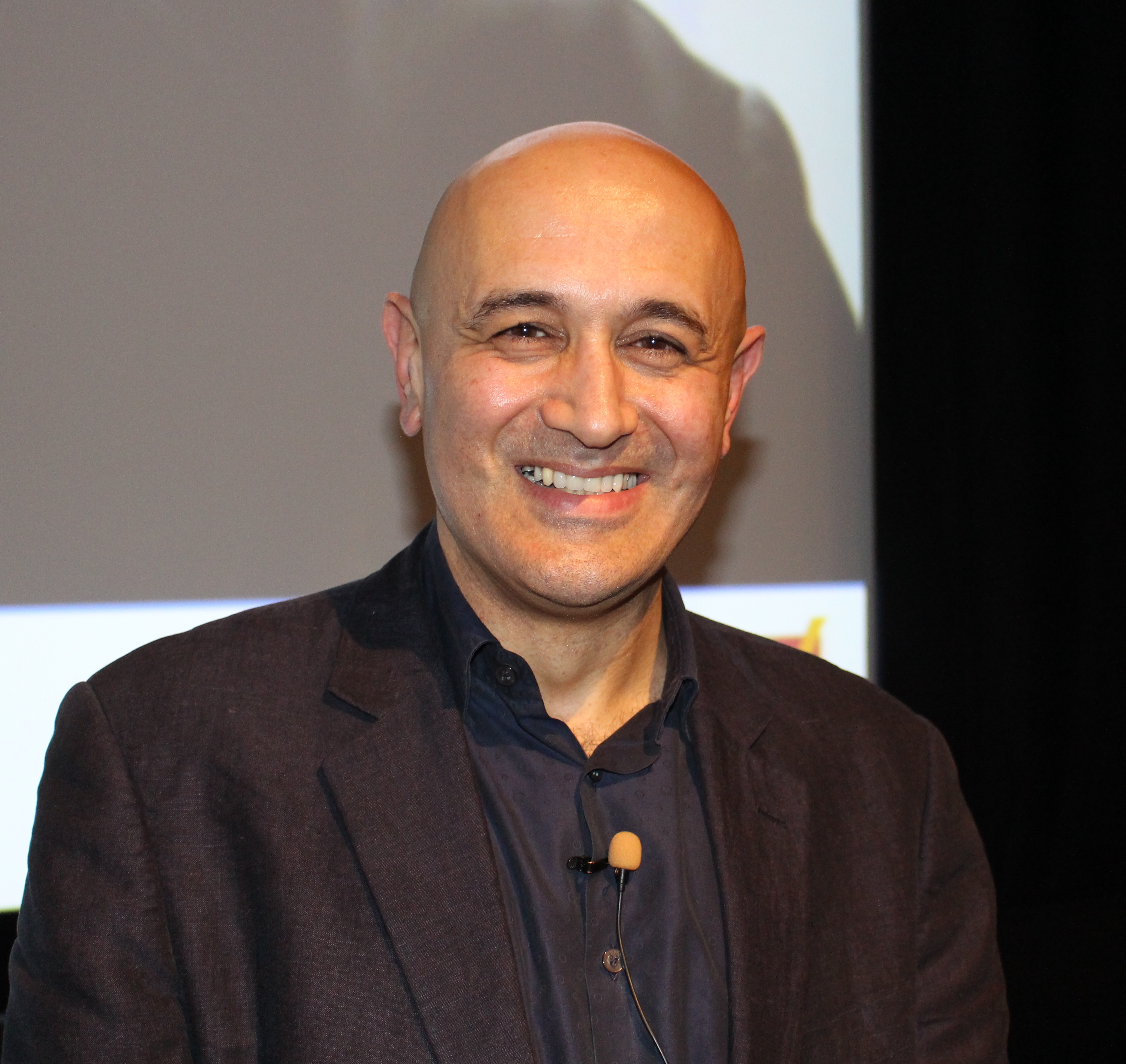
Jim Al-Khalili (* 1962)

- 1962: Jim Al-Khalili, britischer Professor
- 1962: Wilfried Theising, deutscher Priester, Weihbischof von Münster
- 1963: Alain Laroche, kanadischer Freestyle-Skier
- 1963: Udo Mark, deutscher Motorradrennfahrer
- 1964: Jörg Witte, deutscher Theater- und Filmschauspieler, Regisseur und Dozent
- 1965: Steve Desovich, US-amerikanischer Freestyle-Skier
- 1966: Amy Farrington, US-amerikanische Schauspielerin und Model
- 1968: Ralf Hauptmann, deutscher Fußballspieler
- 1968: Ramón Rodríguez Verdejo, spanischer Fußballtorhüter
- 1969: Keiko Atori, japanische Manga-Zeichnerin und Illustratorin
- 1969: Peter Felser, deutscher Politiker

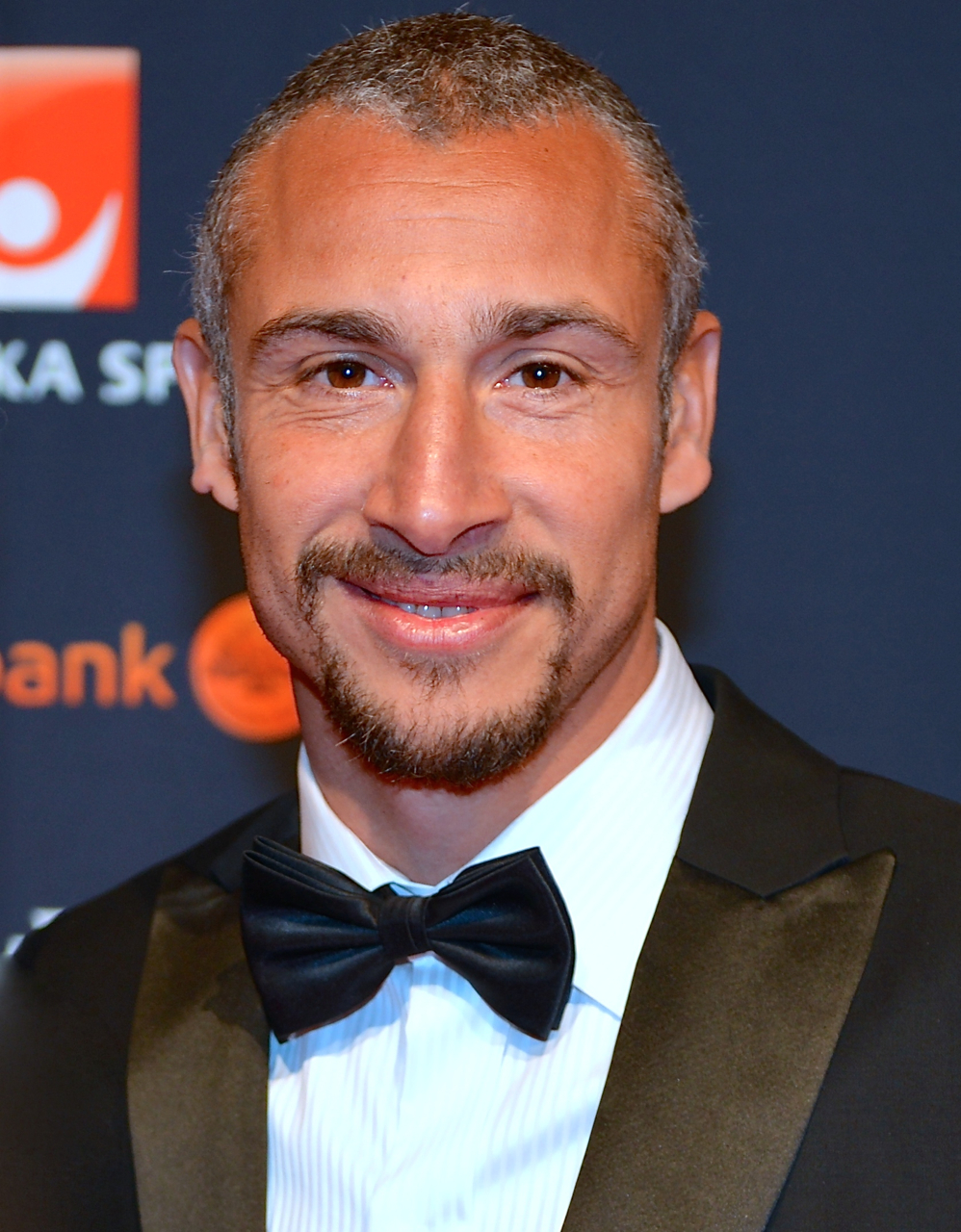
Henrik Larsson (* 1971)

- 1971: Henrik Larsson, schwedischer Fußballspieler
- 1971: Julia Westlake, deutsche Fernsehmoderatorin
- 1972: Henning Baum, deutscher Schauspieler
- 1972: Thorsten Walther, deutscher Fußballspieler
- 1974: Karina Borissowna Asnawurjan, russische Degenfechterin, Olympiasiegerin
- 1974: Lars Gärtner, deutscher Schauspieler
- 1975: Asia Argento, italienische Schauspielerin
- 1975: Juan Pablo Montoya, kolumbianischer Formel-1-Rennfahrer

#### 1976–2000

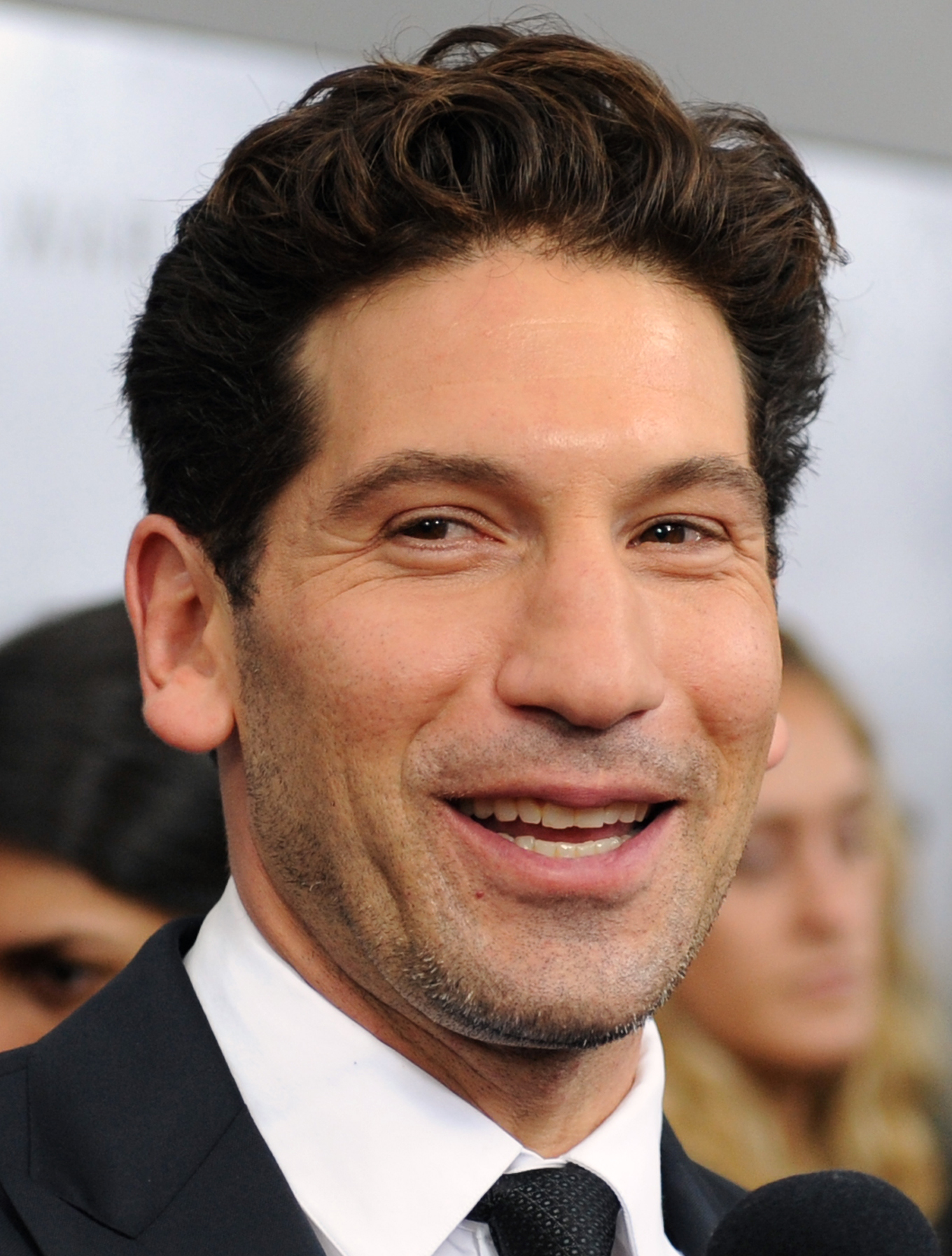
Jon Bernthal (* 1976)

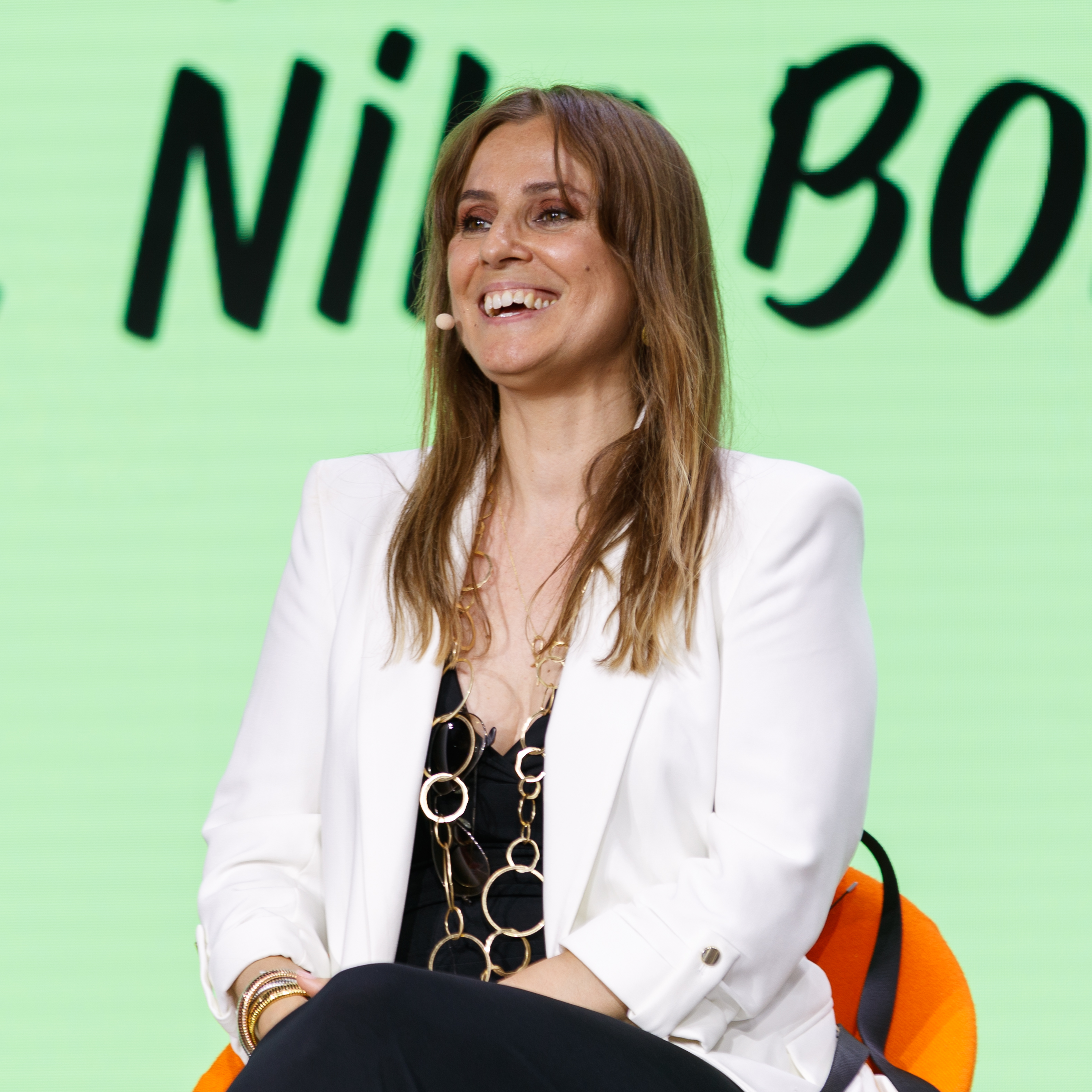
Jagoda Marinić (* 1977)

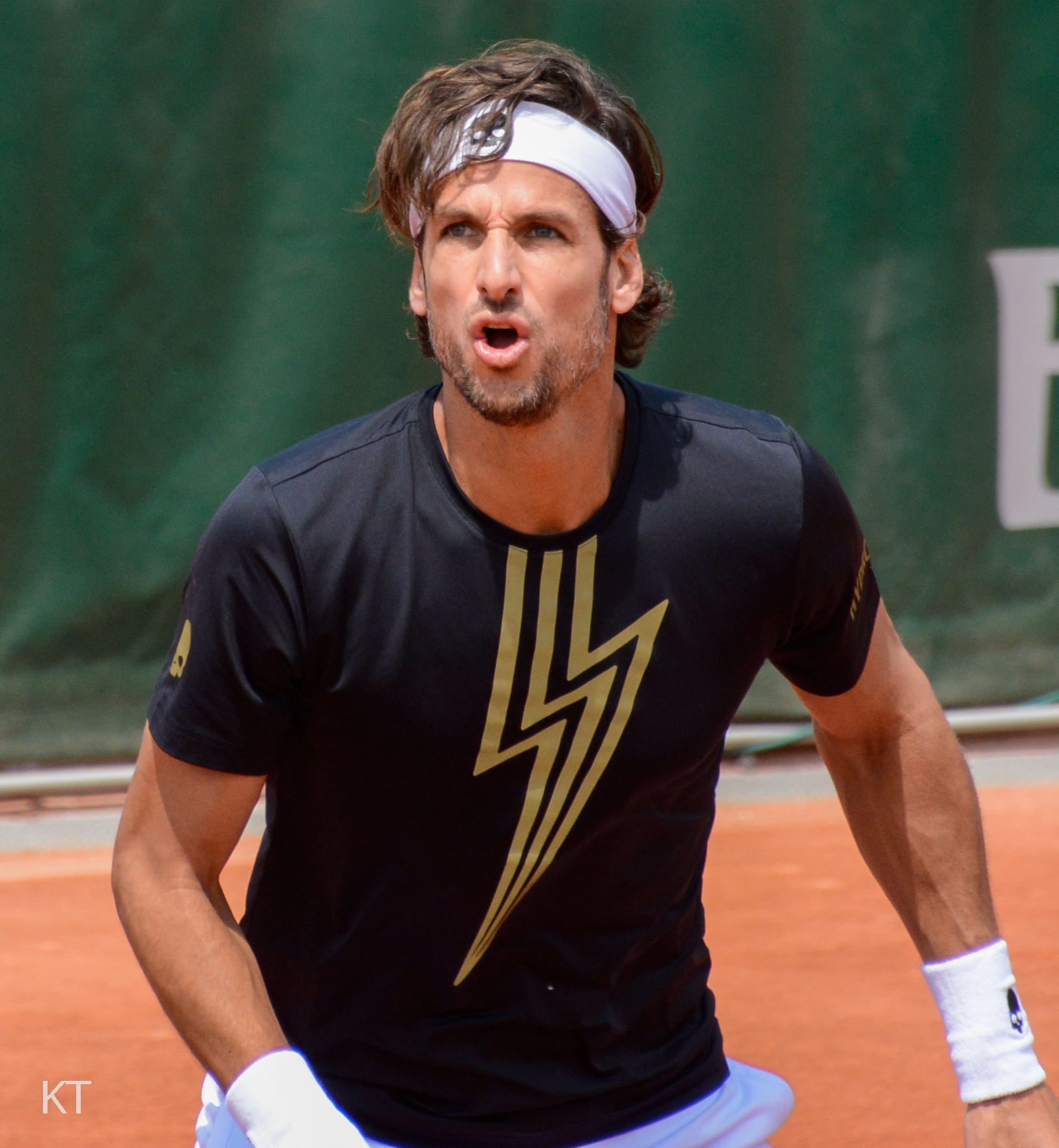
Feliciano López (* 1981)

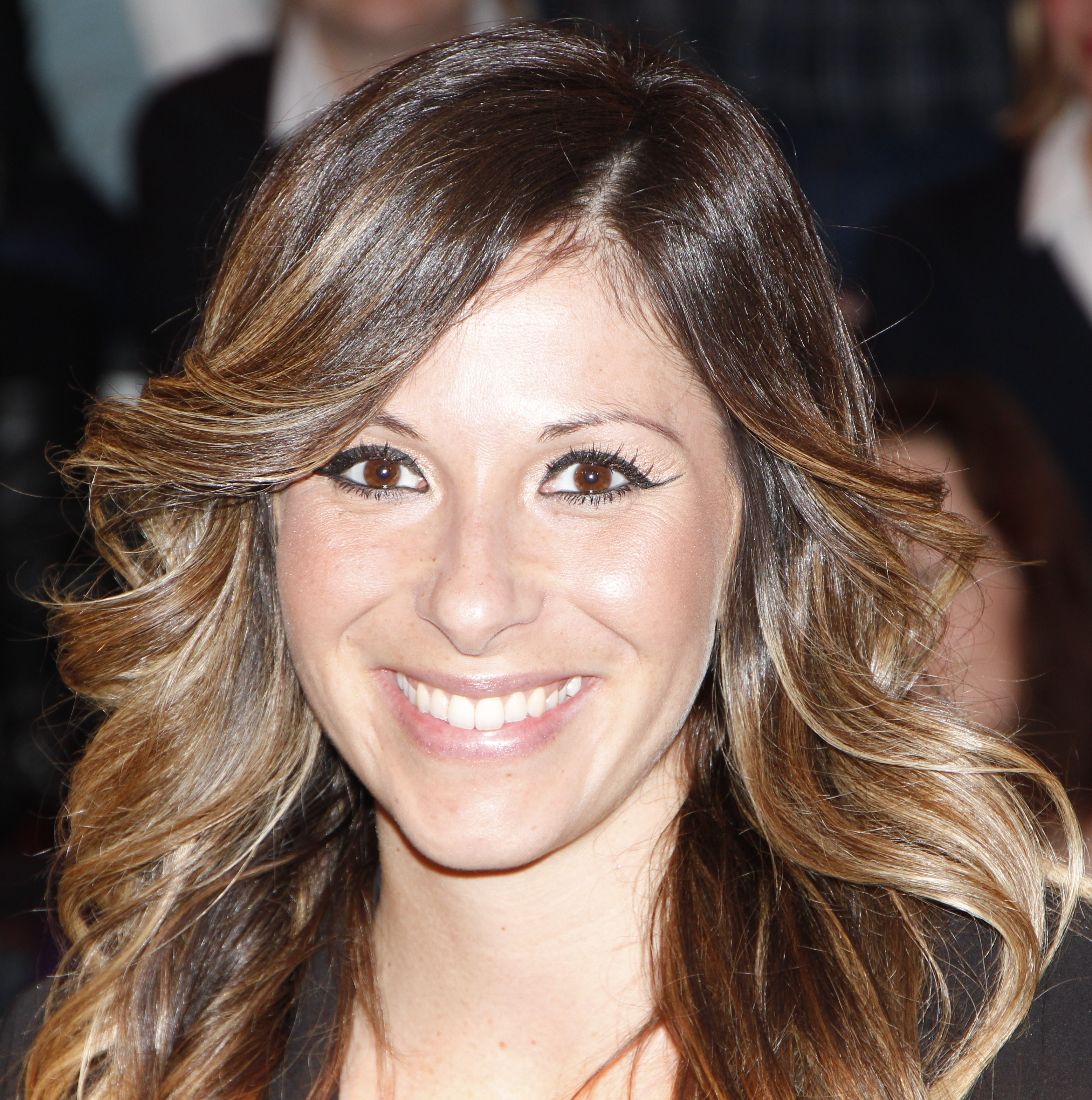
Gülcan Kamps (* 1982)

- 1976: Jon Bernthal, US-amerikanischer Schauspieler
- 1976: Agata Buzek, polnische Schauspielerin
- 1976: Maximilian Grill, deutscher Schauspieler
- 1977: Namie Amuro, japanische Popsängerin
- 1977: Anna Maier, Schweizer Radio- und Fernsehmoderatorin
- 1977ː Jagoda Marinić, deutsche Schriftstellerin, Theaterautorin und Journalistin
- 1978: Martin Abraham, tschechischer Fußball- und Futsalspieler
- 1978: Jason Bay, kanadischer Baseballspieler
- 1979: Petruța Iugulescu, rumänische Fußballschiedsrichterassistentin
- 1979: Lars Jacobsen, dänischer Fußballspieler
- 1979: José Alejandro Nava, mexikanischer Fußballspieler
- 1980: Christoph Giesa, deutscher Kolumnist, Publizist und Strategieberater
- 1980: Robert Koren, slowenischer Fußballspieler
- 1980: Igor Vori, kroatischer Handballspieler und -trainer
- 1981: Marco Fiorentini, italienischer Skilangläufer
- 1981: Feliciano López, spanischer Tennisspieler
- 1982: Max Engelke, deutscher Schauspieler
- 1982: Gülcan Kamps, deutsche Fernsehmoderatorin und Schauspielerin türkischer Abstammung
- 1982: Maeckes, deutscher Hip-Hop-Musiker, Rapper und Produzent
- 1983: Mustafa Akçay, türkischer Fußballspieler
- 1983: Sayuri Anzu, japanisches Fotomodell, Schauspielerin und Sängerin
- 1983: Klara Manzel, deutsche Schauspielerin
- 1984: Brian Joubert, französischer Eiskunstläufer
- 1984: Tomasz Kaczmarek, polnischer Fußballtrainer
- 1984: Belén Rodríguez, argentinische Moderatorin und Model
- 1985: Meskerem Assefa, äthiopische Mittelstrecken- und Langstreckenläuferin
- 1985: Ryan Joyce, englischer Dartspieler
- 1985: Tim Morten Uhlenbrock, deutscher Sänger und Schauspieler
- 1986: Cristian Ansaldi, argentinischer Fußballspieler
- 1987: Reza Ghoochannejhad, iranisch-niederländischer Fußballspieler
- 1987: Deon McCaulay, belizischer Fußballspieler
- 1988: Imran Abbas, deutscher Musikproduzent

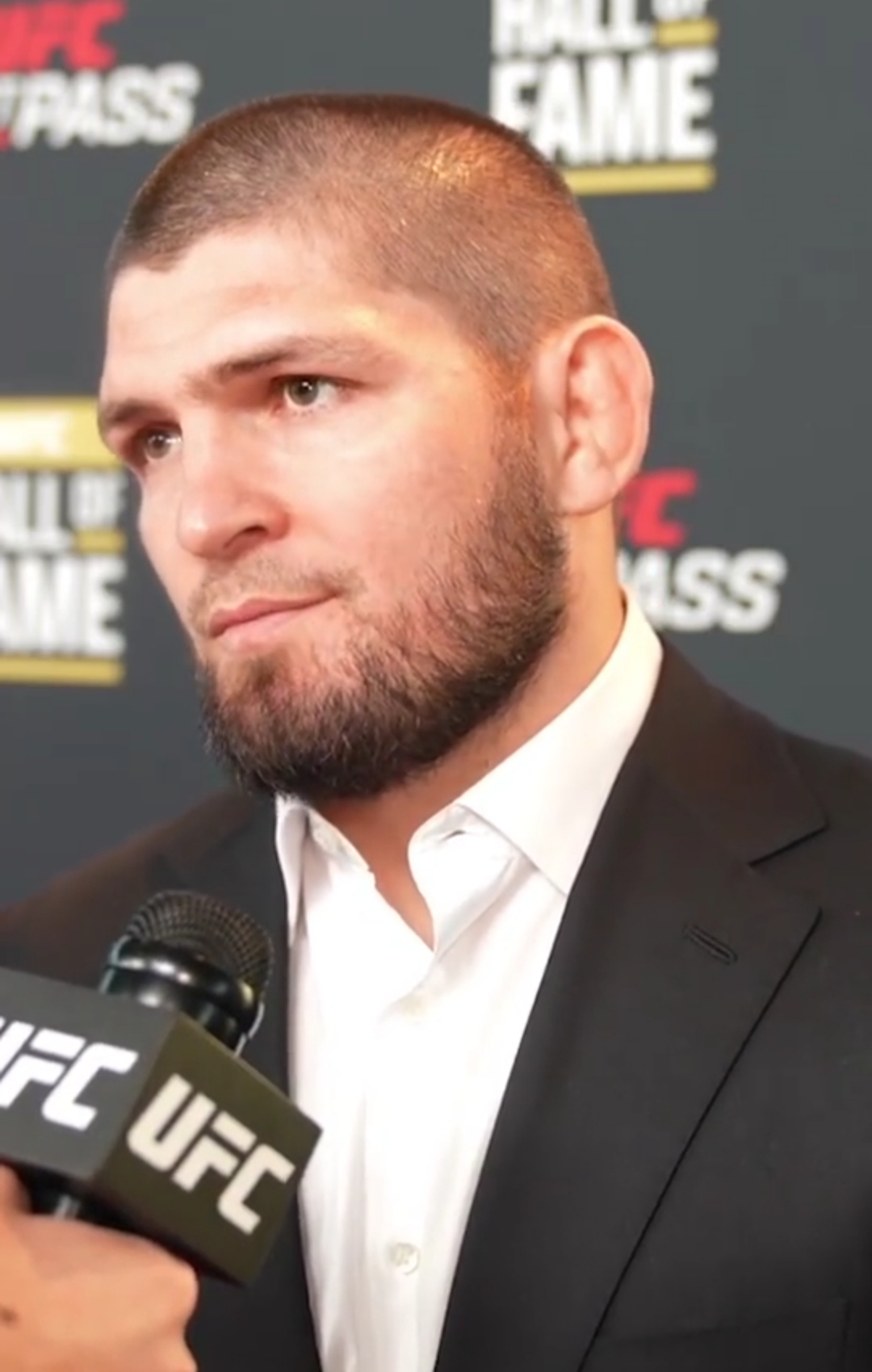
Chabib Nurmagomedow (* 1988)

- 1988: Chabib Abdulmanapowitsch Nurmagomedow, russischer Mixed-Martial-Arts-Kämpfer
- 1989: Stefan Wilson, britischer Rennfahrer
- 1990: Marilou Bourdon, kanadische Sängerin
- 1990: Donatas Motiejūnas, litauischer Basketballspieler
- 1990: Jonas Nay, deutscher Schauspieler und Musiker
- 1991: Reagy Ofosu, deutscher Fußballspieler
- 1991: Marlen Reusser, Schweizer Radrennfahrerin
- 1992: Peter Prevc, slowenischer Skispringer
- 1992: Safura, aserbaidschanische Sängerin
- 1992: Jenise Spiteri, maltesische Snowboarderin

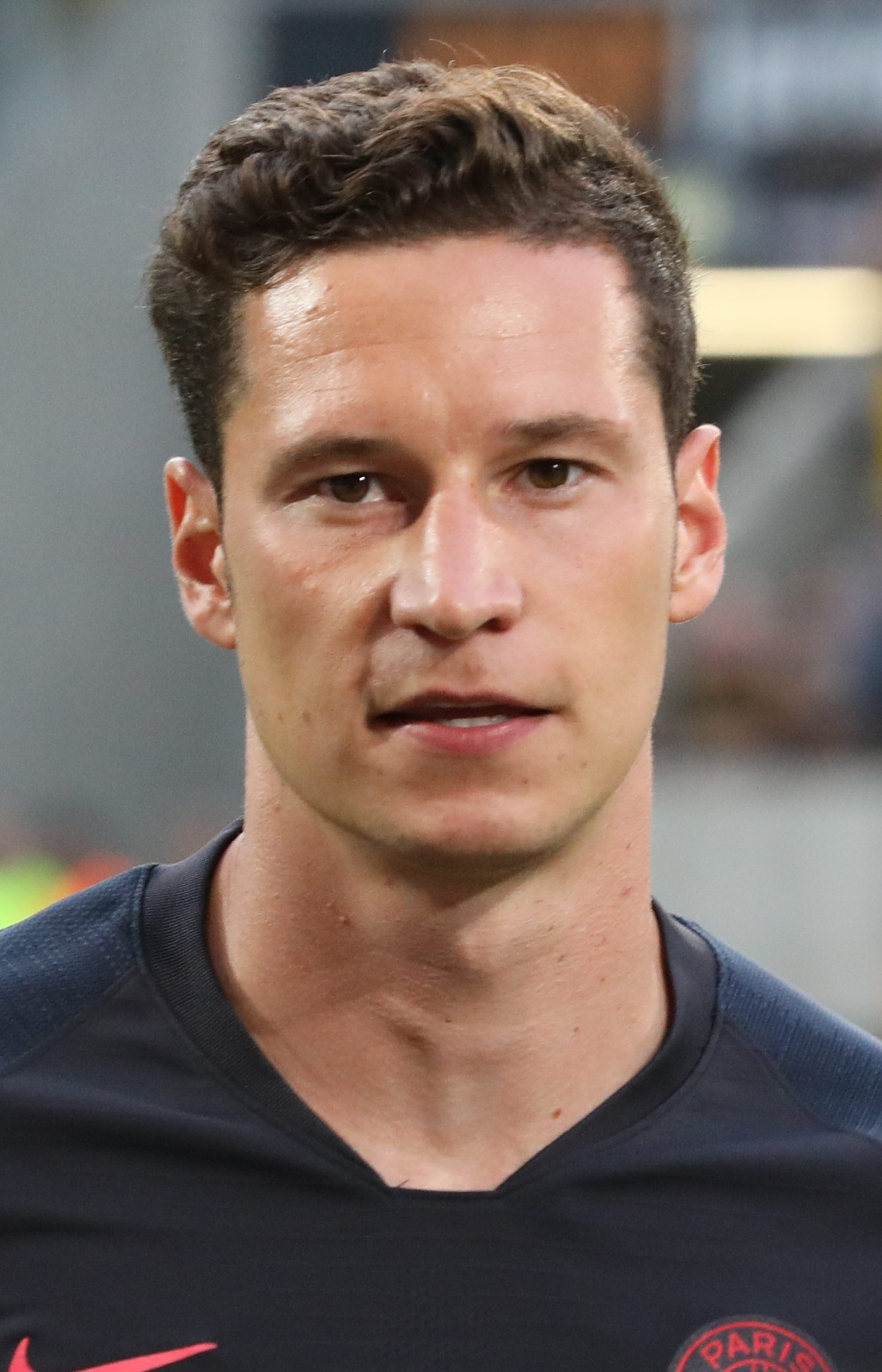
Julian Draxler (* 1993)

- 1993: Julian Draxler, deutscher Fußballspieler
- 1994: Felix Mehrkens, deutscher Handballspieler und -trainer
- 1994: Mathilde Ollivier, französische Schauspielerin und Model
- 1995: Jonas Abrahamsen, norwegischer Radrennfahrer
- 1995: Laura Dekker, niederländische Seglerin
- 1995: Rob Holding, britischer Fußballspieler
- 1996: Marlos Moreno, kolumbianischer Fußballspieler
- 1997: Frederic Ananou, deutscher Fußballspieler
- 1997: Itamar Einhorn, israelischer Radrennfahrer
- 1999: Lisa Küppers, deutsche Schauspielerin
- 2000: Ilaria Ghisalberti, italienische Skirennläuferin
- 2000: Mathias Jørgensen, dänischer Fußballspieler

### 21. Jahrhundert
- 2001: Paul Sundheim, deutscher Schauspieler
- 2003: Thomas Matthew Crooks, US-amerikanischer Attentäter

## Gestorben

### Vor dem 15. Jahrhundert
- 0855: Gozbald, Bischof von Würzburg
- 0856: Warin I., Abt des Klosters Corvey
- 1085: Hermann II., Pfalzgraf von Lothringen
- 1107: Raimund von Burgund, Stammvater des Hauses Burgund-Ivrea in Spanien
- 1156: Hermann von Stahleck, Pfalzgraf bei Rhein
- 1161: Engelbert von Attel und Reichenhall, Graf von Attel und Hallgraf für das Salzwesen in Hall
- 1168: Paschalis III., Gegenpapst zu Alexander III.
- 1190: Adelog von Hildesheim, Bischof von Hildesheim
- 1241: Konrad II. von Salzwedel, Bischof von Cammin
- 1246: Michael von Tschernigow, Fürst von Perejaslawl, Fürst von Nowhorod-Siwerskyj, Fürst von Tschernigow, Fürst von Nowgorod, Fürst von Halitsch und Großfürst von Kiew
- 1281: Isengard von Hanau, Gräfin von Weilnau
- 1281: Reinhard I. von Hanau, Graf von Hanau
- 1321: Dietrich II. von Itter, Bischof von Paderborn
- 1346: Catherine de Valois-Courtenay, Titularkaiserin von Konstantinopel und Regentin des Fürstentums Achaia, Fürstin von Tarent
- 1369: Eve de Clavering, englische Adelige
- 1371: Johann I., Graf von Nassau-Weilburg
- 1384: Ludwig I., Herzog von Anjou, Titularkönig von Neapel

### 15./16. Jahrhundert

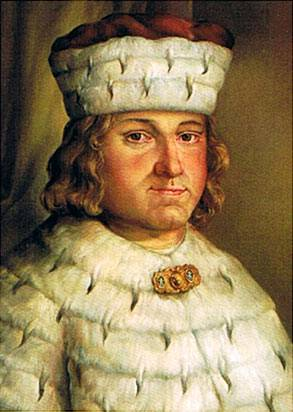
Friedrich I. († 1440)

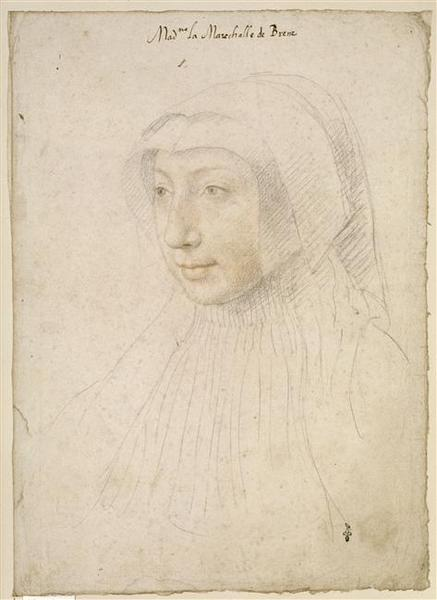
Guillemette de Sarrebruck († 1571)

- 1440: Friedrich I., Kurfürst von Brandenburg, Burggraf von Nürnberg
- 1460: Gilles Binchois, franko-flämischer Komponist, Dichter und Kleriker
- 1480: Anne Neville, Duchess of Buckingham, englische Adlige
- 1493: Johann Lüneburg, Lübecker Patrizier, Fastnachtdichter und religiöser Kunstliebhaber
- 1501: Agostino Barbarigo, 74. Doge von Venedig
- 1501: Thomas Grey, 1. Marquess of Dorset, englischer Adeliger
- 1513: Wolfgang Tenk, deutscher Baumeister der Gotik
- 1518: Vinzenz von Efferen, Herr von Stolberg Gefolgsmann des Jülicher Herzogs Wilhelm IV.
- 1520: Gregor Hauser, deutsch-österreichischer Architekt und Steinmetz
- 1532: Heinrich Stackmann, deutscher Mediziner, Philologe und Physiker, Dichter und Humanist
- 1543: Thomas Manners, 1. Earl of Rutland, englischer Adeliger und Politiker
- 1556: Adolf von Schaumburg, Erzbischof des Erzbistums Köln
- 1558: Catharina von Zehmen, meißnisch-sächsische Adelige
- 1563: Pankraz Labenwolf, deutscher Erzgießer
- 1566: Giovanni Valentino Gentile, italienischer Humanist und Vertreter des reformatorischen Antitrinitarismus
- 1568: Christian Lotichius, Koadjutor des Abtes des Klosters Schlüchtern

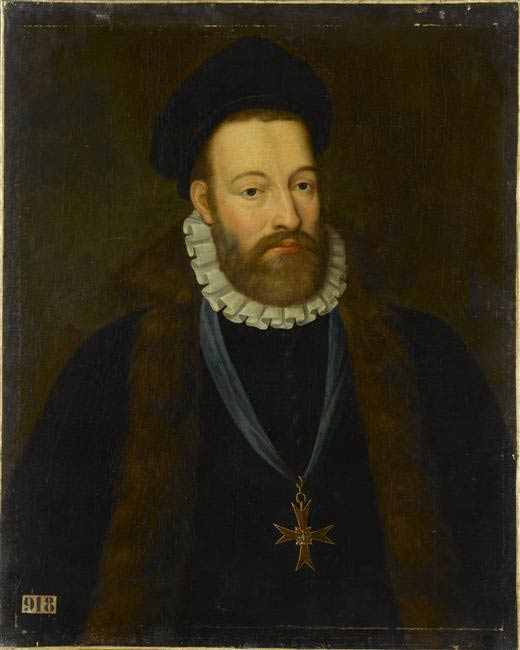
Honorat II. de Savoie († 1580)

- 1571: Guillemette de Sarrebruck, Herzogin von Bouillon
- 1580: Honorat II. de Savoie, marquis de Villars, Marschall von Frankreich aus dem Haus Savoyen
- 1586: Anthony Babington, Hauptbeschuldigter der Babington-Verschwörung
- 1586: John Ballard, englischer Jesuitenpriester und Drahtzieher der Babington-Verschwörung
- 1588: Niklaus Zurkinden, Schweizer Politiker
- 1590: Lodovico Agostini, italienischer Komponist, Sänger, Priester und Lehrer
- 1600: Melchior von Redern, kaiserlicher Heerführer in den Türkenkriegen

### 17./18. Jahrhundert

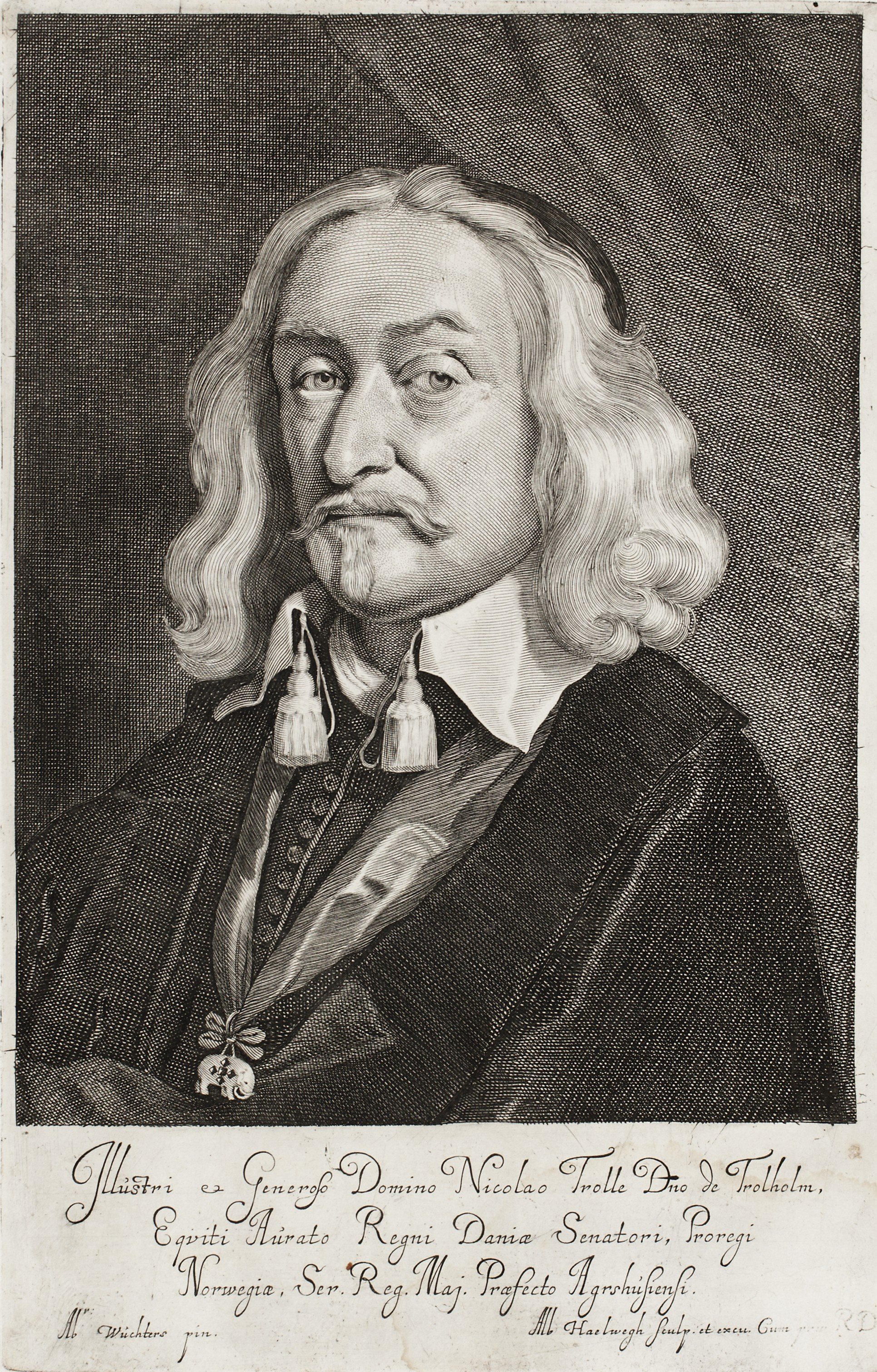
Niels Trolle († 1667)

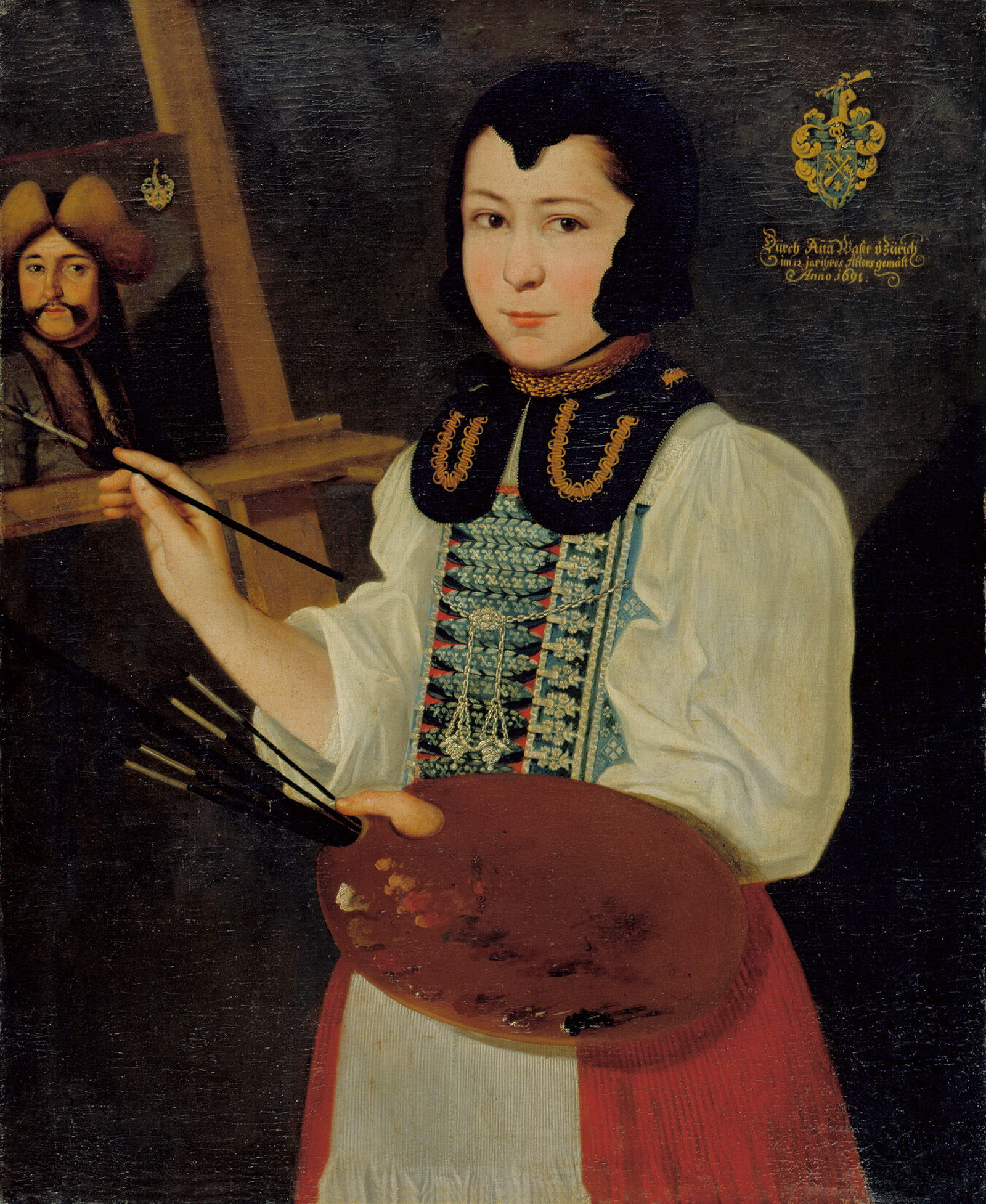
Anna Waser († 1714)

- 1609: Anna Elisabeth, Pfalzgräfin von Simmern, Prinzessin von der Pfalz, Landgräfin von Hessen-Rheinfels und Pfalzgräfin von Veldenz
- 1618: Johann Domann, deutscher Staatsmann, Politiker und Syndikus der Hanse
- 1620: Giovanni Maria Nosseni, Schweizer Bildhauer
- 1624: Isaac Le Maire, niederländischer Unternehmer
- 1625: Heinrich Meibom auch Heinrich Meibom der Ältere, deutscher Historiker und Dichter
- 1635: Georg Friedrich II., Graf zu Hohenlohe-Waldenburg-Schillingsfürst
- 1648: Ivan Lukačić, kroatischer Komponist
- 1650: Bodo von Hodenberg, deutscher Dichter
- 1667: Niels Trolle, dänischer Staatsmann und Admiral
- 1677: Daniel Lüdemann, deutscher lutherischer Theologe
- 1704: Barbara Dietrich, Opfer der Hexenverfolgung in Ingolstadt
- 1705: Johann Jakob Kees, Leipziger Handelsherr und kursächsischer Oberpostmeister
- 1710: Margherita Caffi, italienische Malerin
- 1711: Jakob Daniel Tepser, Bürgermeister von Wien
- 1714: Detlev Siegfried von Ahlefeldt, Herr auf Brodau und Königlicher Landrat
- 1714: Anna Waser, Schweizer Malerin und Radiererin
- 1719: Jan Weenix, niederländischer Maler
- 1724: Ayuki, Khan der Kalmücken an der Wolga

Gurdon Saltonstall († 1724)

- 1724: Gurdon Saltonstall, Gouverneur der Colony of Connecticut
- 1746: Johann Arnold de Reux, Generalvikar und Offizial des Erzbischofs von Köln
- 1763: Gabriela Silang, philippinische Aufständische
- 1766: Justina Catharina Steffan von Cronstetten, Frankfurter Patrizierin und Stifterin
- 1766: Franz Ignaz Albert von Werdenstein, katholischer Geistlicher; Domherr, Generalvikar und Weihbischof in Freising
- 1776ː Lucietta Affabili, italienische Opernsängerin (Sopran)
- 1776: Cadwallader Colden, britischer Wissenschaftler und kommissarischer Gouverneur der Provinz New York
- 1793: Fletcher Christian, britischer Seemann, Anführer der Meuterei auf der Bounty

### 19. Jahrhundert

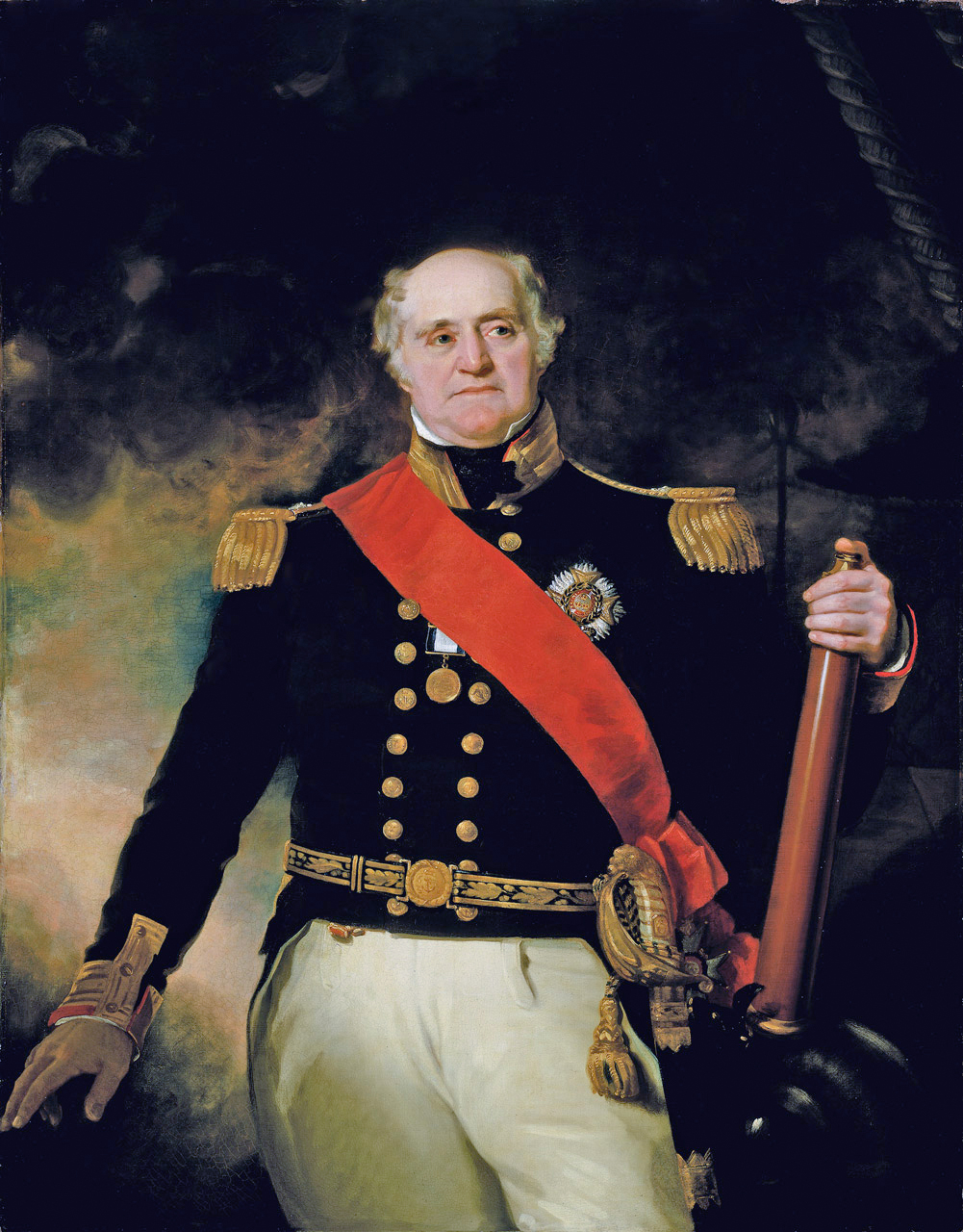
Thomas Masterman Hardy († 1839)

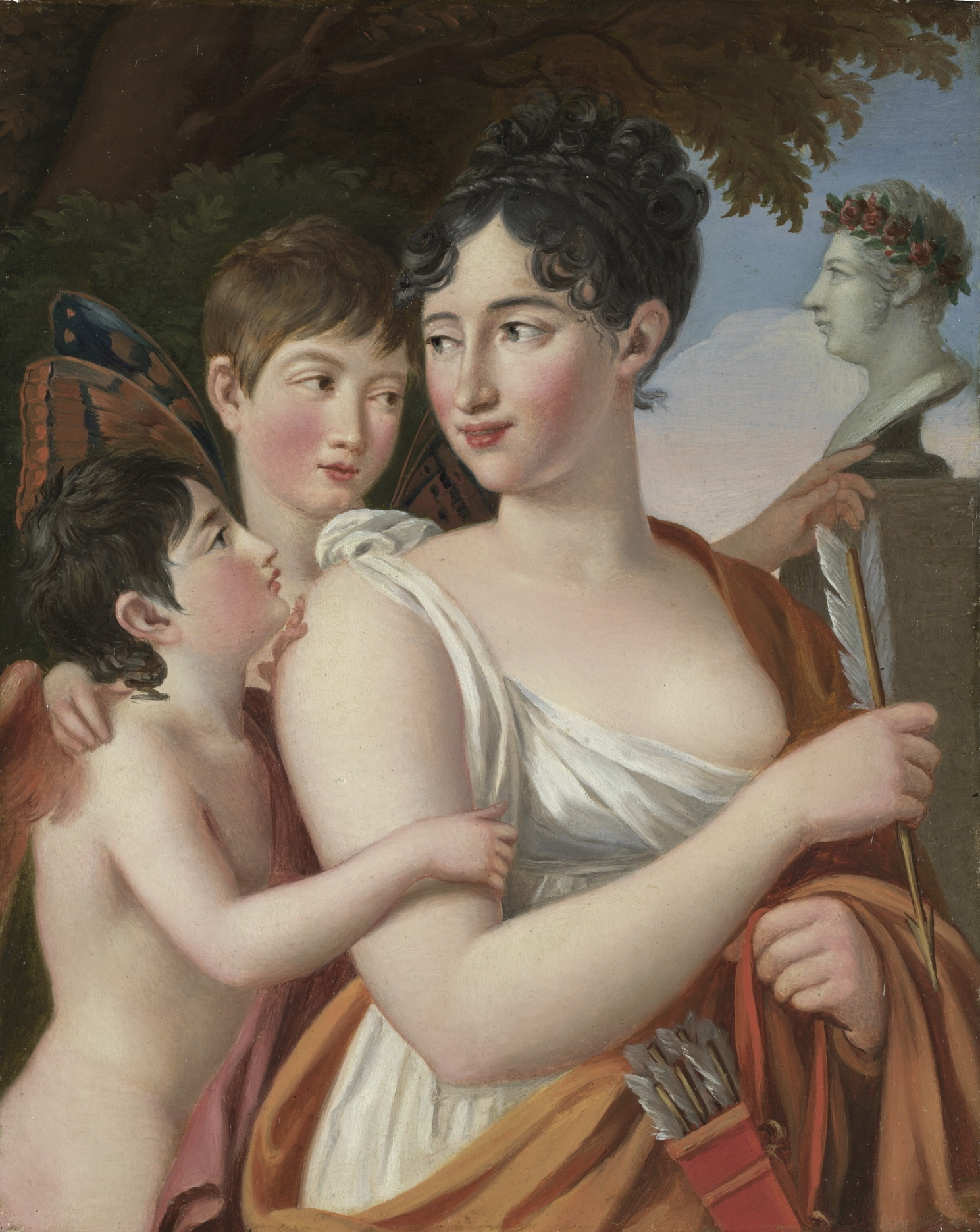
Pepita Tudó († 1869)

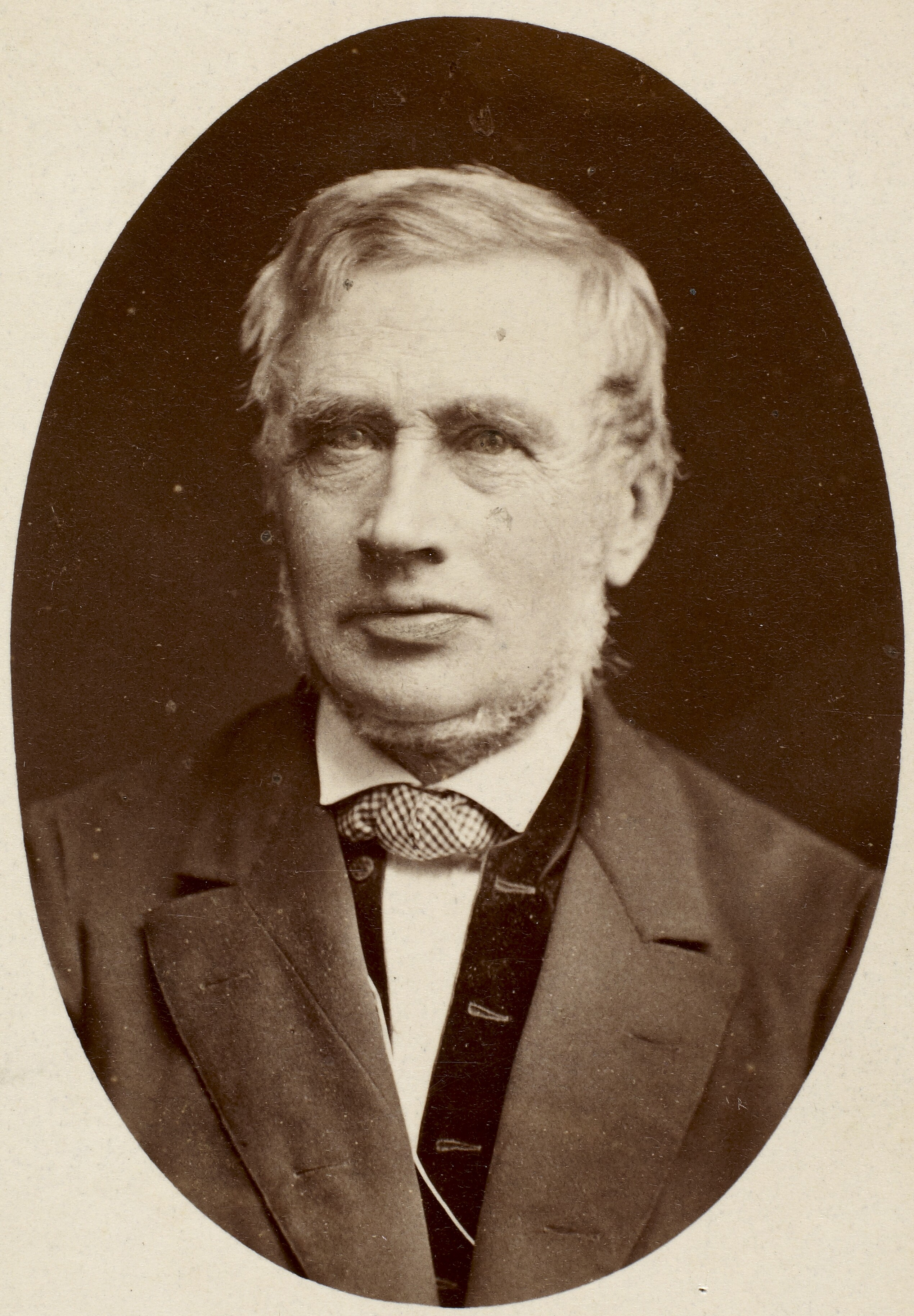
Martin Hammerich († 1881)

- 1802: Johann Georg Schulthess, Schweizer Theologe
- 1809: Simon Kramer, österreichischer Räuber (Robin Hood von Kärnten)
- 1814: Daniel Klugkist, deutscher Jurist, Bremer Senator und Bürgermeister
- 1819: José Custódio de Faria, portugiesischer Priester
- 1839: Thomas Masterman Hardy, britischer Admiral
- 1840: José Gaspar Rodríguez de Francia, von 1814 bis 1840 Diktator von Paraguay
- 1848: Hartwig Peters, deutscher Geistlicher und Publizist
- 1850: Georg Friedrich von Falcke, deutscher Jurist
- 1859: Adolf Bäuerle, österreichischer Schriftsteller
- 1861: Maximilien Simon, französischer Komponist und Staatsbediensteter
- 1863: Jacob Grimm, deutscher Sprach- und Literaturwissenschaftler, Jurist, gilt als Begründer der deutschen Philologie und Altertumswissenschaft
- 1866: Friedrich Adolph Haage, deutscher Gärtner und Botaniker
- 1869: James DuPasquier, Schweizer evangelischer Geistlicher
- 1869: Pepita Tudó, Gräfin von Castillo Fiel und Vizegräfin von Rocafuerte
- 1870: John Brinckman, niederdeutscher Schriftsteller
- 1872: James Patton Anderson, US-amerikanischer Generalmajor
- 1881: Martin Hammerich, dänischer Pädagoge
- 1882: Albert Bitzius, Schweizer Politiker und Theologe
- 1893: Christoph Anton von Wolff, deutscher Politiker, MdL, Oberamtmann
- 1894: Heinrich Hoffmann, deutscher Psychiater, Lyriker und Kinderbuchautor (Struwwelpeter)
- 1896: Johan Gottfried Conradi, norwegischer Komponist
- 1897: Karel Bendl, tschechischer Komponist
- 1898: Theodor Fontane, deutscher Schriftsteller und Journalist, Apotheker
- 1899ː Elisabeth Philippine Karoline von Dewitz, deutsche Schriftstellerin
- 1900: Karl Schenkl, österreichischer Altphilologe

### 20. Jahrhundert

#### 1901–1950
- 1908: Pablo de Sarasate, spanischer Geiger und Komponist
- 1909: Toni Petersen, deutsche Kunstförderin

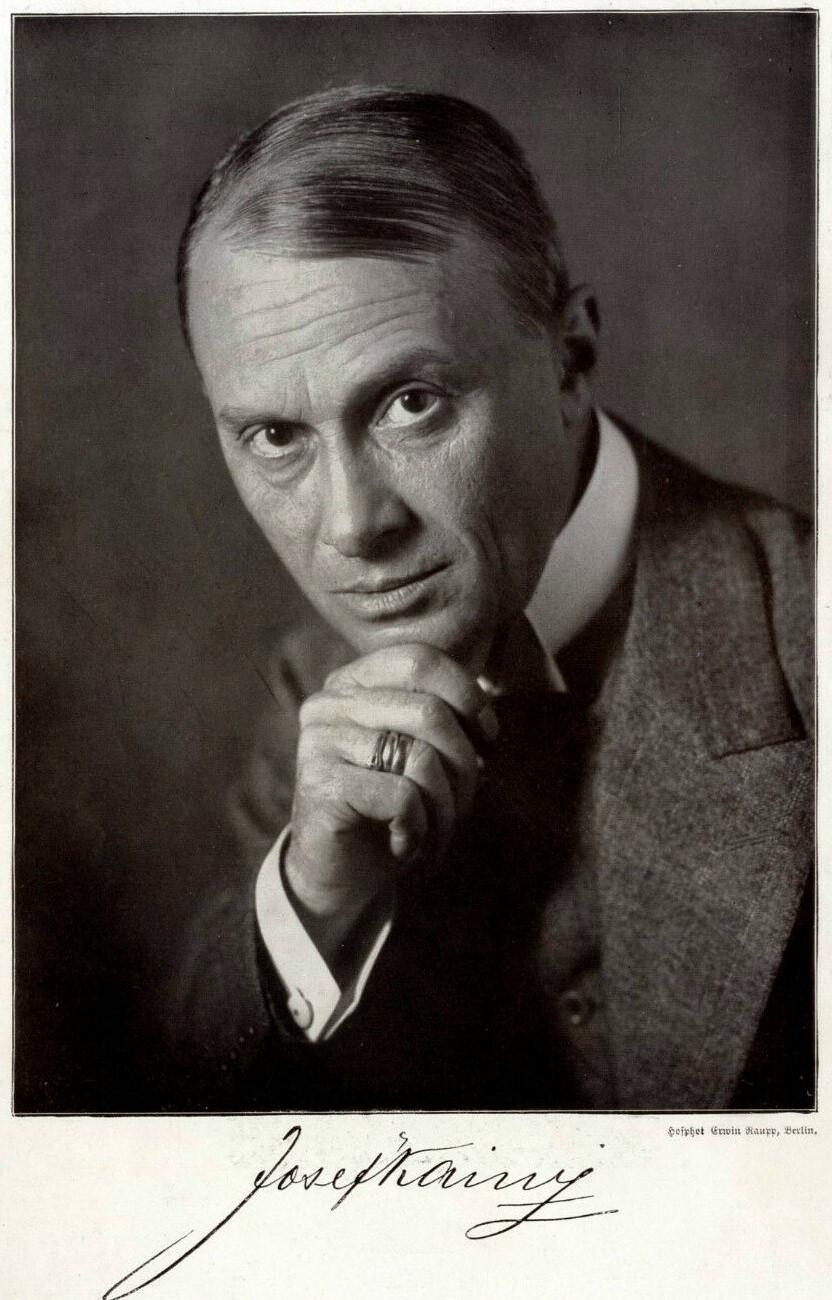
Josef Kainz († 1910)

- 1910: Josef Kainz, österreichischer Schauspieler
- 1916: August Leskien, deutscher Indogermanist und Slawist
- 1918: Məşədi Əzizbəyov, aserbaidschanischer Politiker
- 1918: Stepan Schahumjan, sowjetisch-armenischer Politiker
- 1919: Ramón Barros Luco, chilenischer Politiker
- 1920ː Fia Wille, deutsche Innenarchitektin
- 1923: Ferdinand Avenarius, deutscher Dichter
- 1930: Moritz Pasch, deutscher Mathematiker
- 1932: Max Slevogt, deutscher Maler, Grafiker, Illustrator und Bühnenbildner
- 1932: Wovoka, einflussreicher Prophet der Paiute-Indianer

Annie Besant († 1933)

- 1933: Annie Besant, britische Frauenrechtlerin, Theosophin und Autorin
- 1933: Albrecht Höhler, deutscher Attentäter, ermordete 1930 Horst Wessel
- 1934: Víctor Mercante, argentinischer Pädagoge und Schriftsteller
- 1935: Hermanus Frederik Roll, niederländischer Arzt
- 1935: Amy Sherwin, australische Opernsängerin (Sopran)
- 1938: Maria Tauscher, deutsche Ordensgründerin
- 1939: Tadeusz Dołęga-Mostowicz, polnischer Journalist und Schriftsteller
- 1942: Walther von Lüttwitz, deutscher General
- 1943ː Ilse Kassel, deutsche Ärztin und Widerstandskämpferin, Opfer des Holocaust
- 1945: William Buehler Seabrook, US-amerikanischer Schriftsteller, Okkultist, Globetrotter und Journalist
- 1945: Eduard Wirths, deutscher SS-Standortarzt in Auschwitz
- 1946: Hermann Kiefer, deutscher Jurist
- 1947: Fiorello La Guardia, US-amerikanischer Kommunalpolitiker, langjähriger New Yorker Bürgermeister
- 1947: Heinz-Hellmuth von Wühlisch, deutscher Generalleutnant
- 1950: Melchior Dürst, Schweizer Lehrer, Theatergründer, Regisseur und Bühnenautor

#### 1951–2000

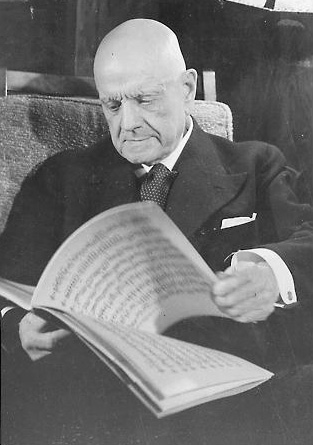
Jean Sibelius († 1957)

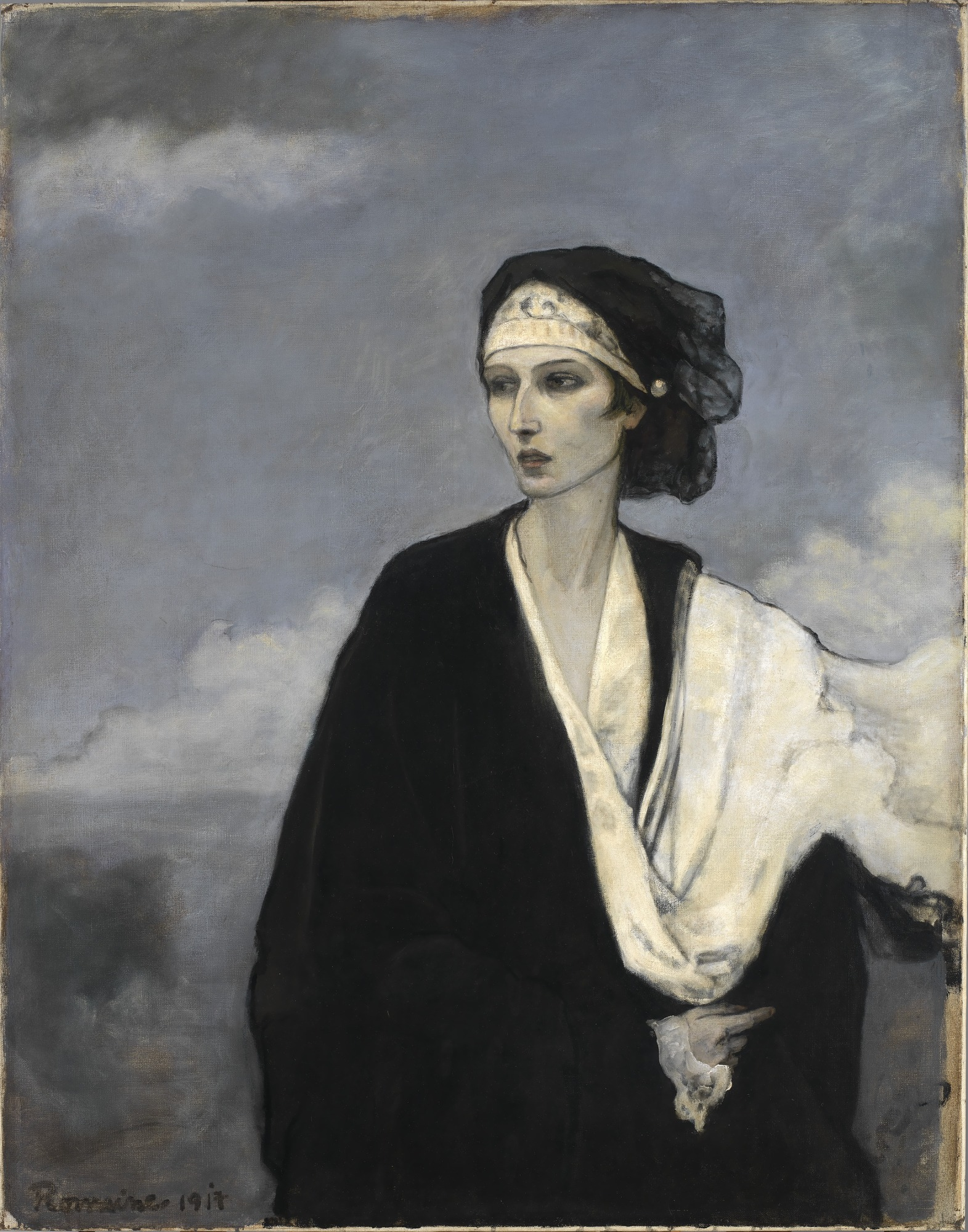
Ida Rubinstein († 1960)

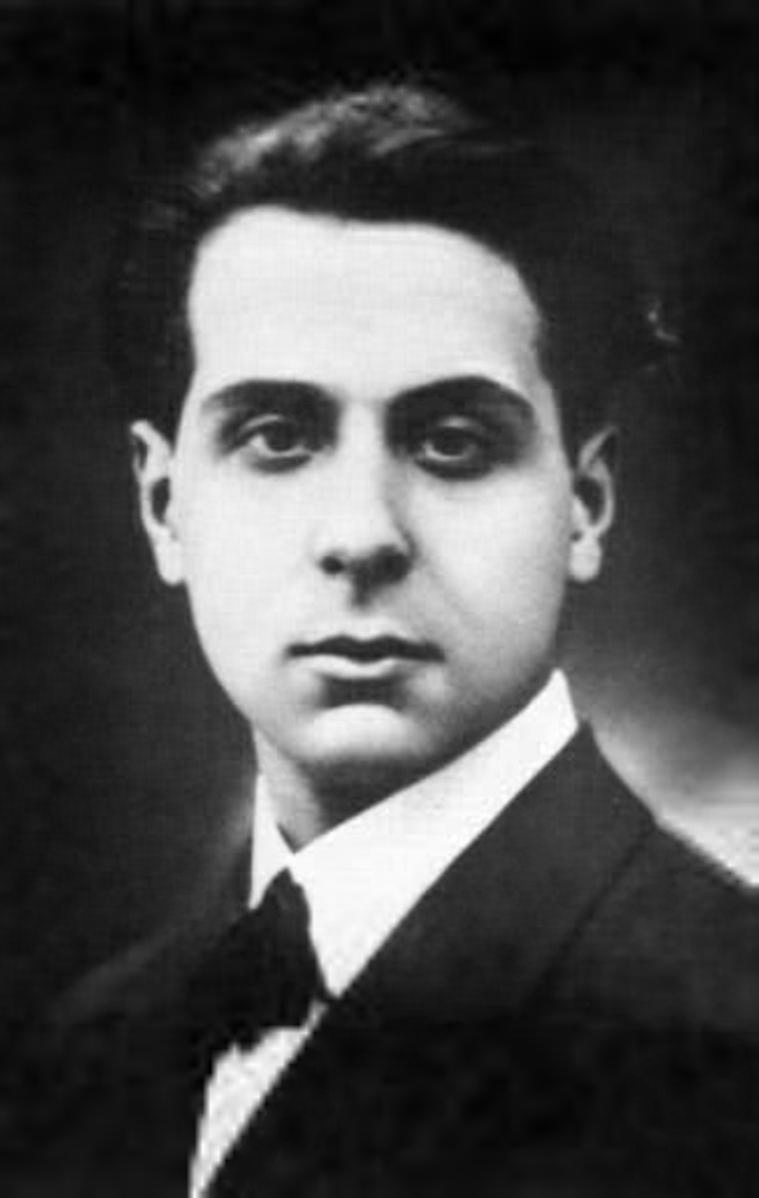
Giorgos Seferis († 1971)

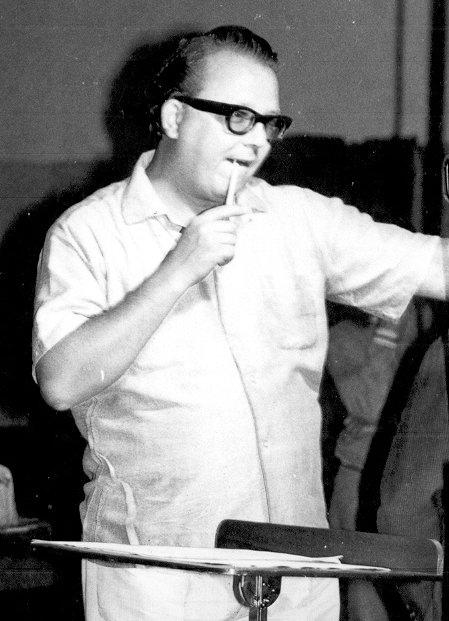
Siegfried Behrend († 1990)

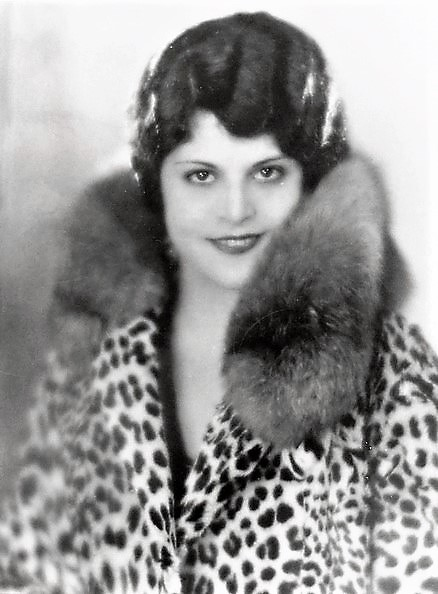
Lina Basquette († 1994)

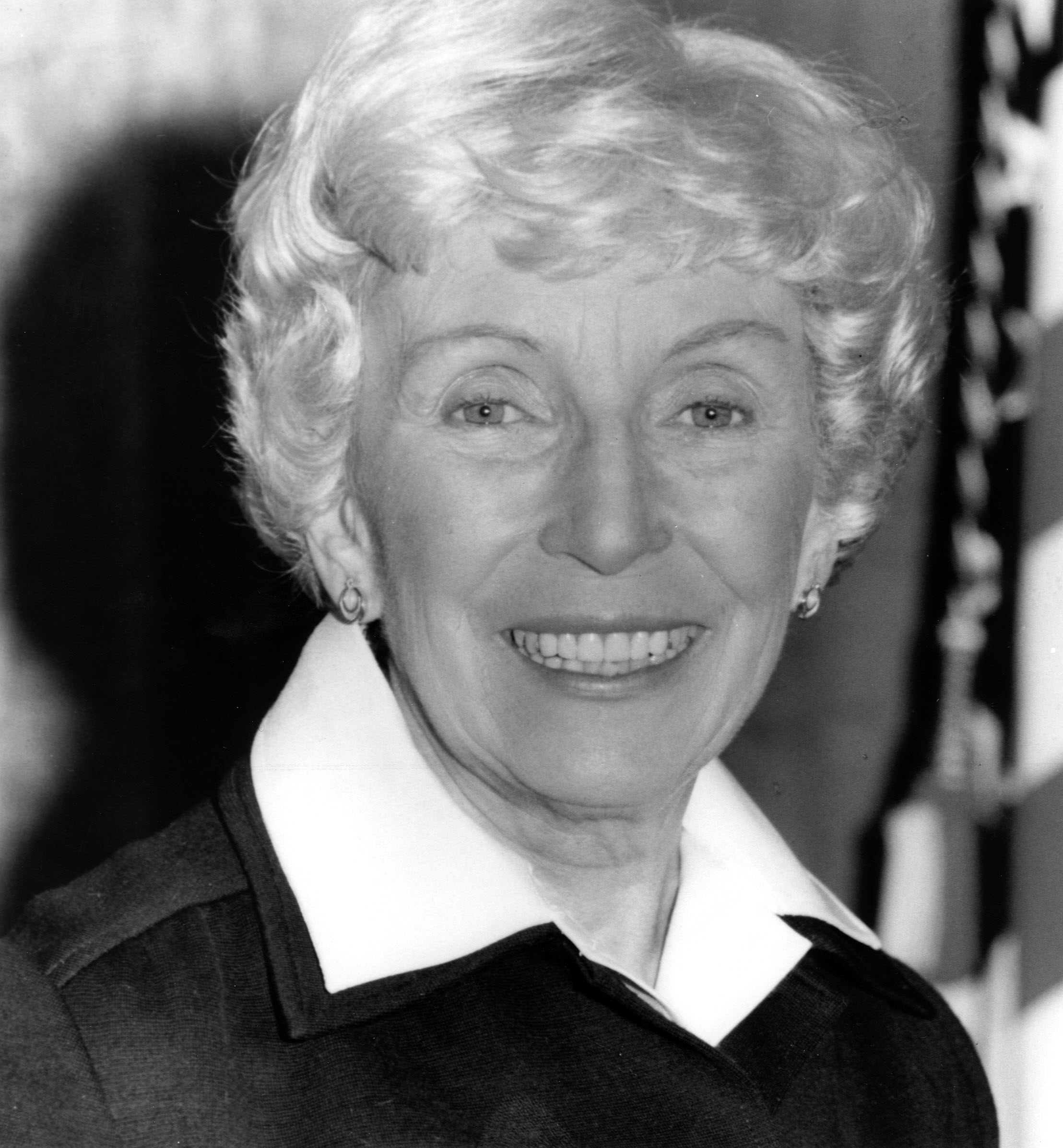
Muriel Humphrey († 1998)

- 1952: Bill Schindler, US-amerikanischer Automobilrennfahrer
- 1955: Ermanno Amicucci, italienischer Journalist
- 1957: Heino Kaski, finnischer Komponist
- 1957: Jean Sibelius, finnischer Komponist
- 1958: Oscar O’Brien, kanadischer Komponist, Arrangeur, Organist, Pianist und Musikpädagoge
- 1959: Erwin Simon, deutscher Schwimmer
- 1960: Michel Brusselmans, belgischer Komponist
- 1960: Ida Rubinstein, russische Tänzerin
- 1962: Enn Võrk, estnischer Komponist und Chorleiter
- 1962: Curley Weaver, US-amerikanischer Blues-Gitarrist und Sänger
- 1964: Lazare Lévy, französischer Pianist, Musikpädagoge und Komponist
- 1965: Arthur Holmes, britischer Geologe
- 1965: Fritz Skorzeny, österreichischer Komponist und Musikkritiker
- 1966: Josef Arndgen, deutscher Politiker, MdL, Landesminister, MdB
- 1967: Henri Mulet, französischer Organist und Komponist
- 1970: José Mojica, mexikanischer Sänger und Schauspieler
- 1970: Wilhelm Münker, deutscher Naturschützer und Mitbegründer des Deutschen Jugendherbergswerkes
- 1971: Giorgos Seferis, griechischer Diplomat und Schriftsteller, Nobelpreisträger für Literatur
- 1973: Jim Croce, US-amerikanischer Sänger und Songwriter
- 1973: Thomas Liessem, Kölner Karnevalist und Karnevalsorganisator
- 1973: Ben Webster, US-amerikanischer Jazz-Musiker
- 1975: Saint-John Perse, französischer Lyriker, Diplomat und Nobelpreisträger für Literatur
- 1976: Carrie Tubb, britische Sopranistin
- 1978: Lilly Becher, deutsche Schriftstellerin und Publizistin
- 1979: Ludvík Svoboda, tschechoslowakischer General und Staatspräsident
- 1980: Josias Braun-Blanquet, Schweizer Botaniker
- 1983: Friedrich Christian zu Schaumburg-Lippe, deutscher Adeliger, NS-Funktionär und Publizist
- 1984: Heinrich Abegg, Schweizer Politiker
- 1985: Karl Angerstein, deutscher Offizier
- 1986: Marguerite de Beaumont, Schweizer Schwester der reformierten Frauengemeinschaft Communauté de Grandchamp
- 1986: Johannes Caspers, deutscher Politiker, MdB
- 1986: Erich Riede, deutscher Dirigent und Komponist
- 1989: Stig Andersson-Tvilling, schwedischer Eishockeyspieler
- 1990: Siegfried Behrend, deutscher Gitarrist und Komponist
- 1990: Otto Kellerhals, Schweizer Staatsbeamter
- 1991: Ricardo Arredondo, mexikanischer Boxer
- 1991: Anton Besold, deutscher Politiker, MdB
- 1992: Musa Anter, kurdischer Schriftsteller und Intellektueller
- 1992: Rudolf Jacquemien, deutscher Schriftsteller und Journalist in Russland
- 1993: Erich Hartmann, deutscher Luftwaffenoffizier und Jagdflieger
- 1994: Lina Basquette, US-amerikanische Schauspielerin
- 1994: Jule Styne, US-amerikanischer Komponist
- 1995ː Eulie Chowdhury, indische Architektin, Dozentin, Designerin und Autorin
- 1995: José Sabre Marroquín, mexikanischer Komponist und Dirigent
- 1996: Cheb Aziz, algerischer Raï-Sänger
- 1996: Paul Erdős, ungarisch-polnischer Mathematiker
- 1997: Kurt Gloor, Schweizer Filmregisseur, Drehbuchautor und Filmproduzent
- 1997: Gerhard Menzel, deutscher Unternehmer
- 1998: Muriel Humphrey, US-amerikanische Senatorin
- 1999: Raissa Maximowna Gorbatschowa, russische Soziologin
- 1999: Willy Millowitsch, deutscher Theaterschauspieler und -leiter, Schlagersänger und Kölner Original
- 2000: Dorothy Emmet, britische Philosophin
- 2000: German Stepanowitsch Titow, sowjetischer Kosmonaut

### 21. Jahrhundert

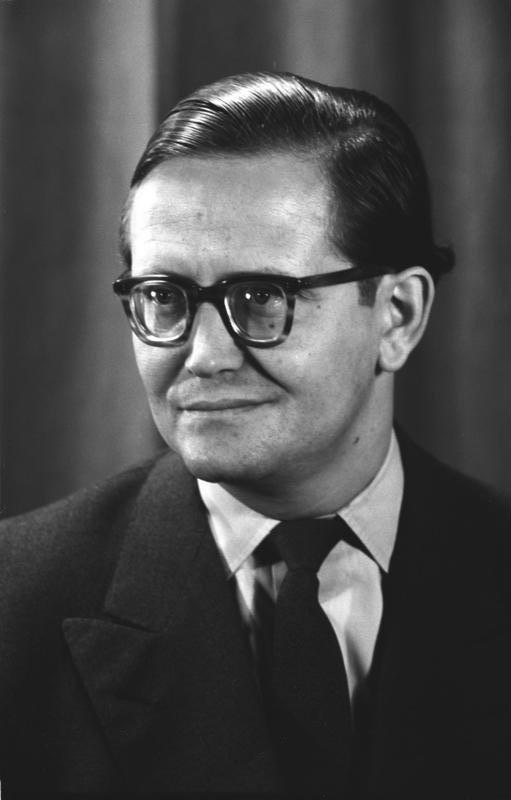
Karl-Eduard von Schnitzler († 2001)

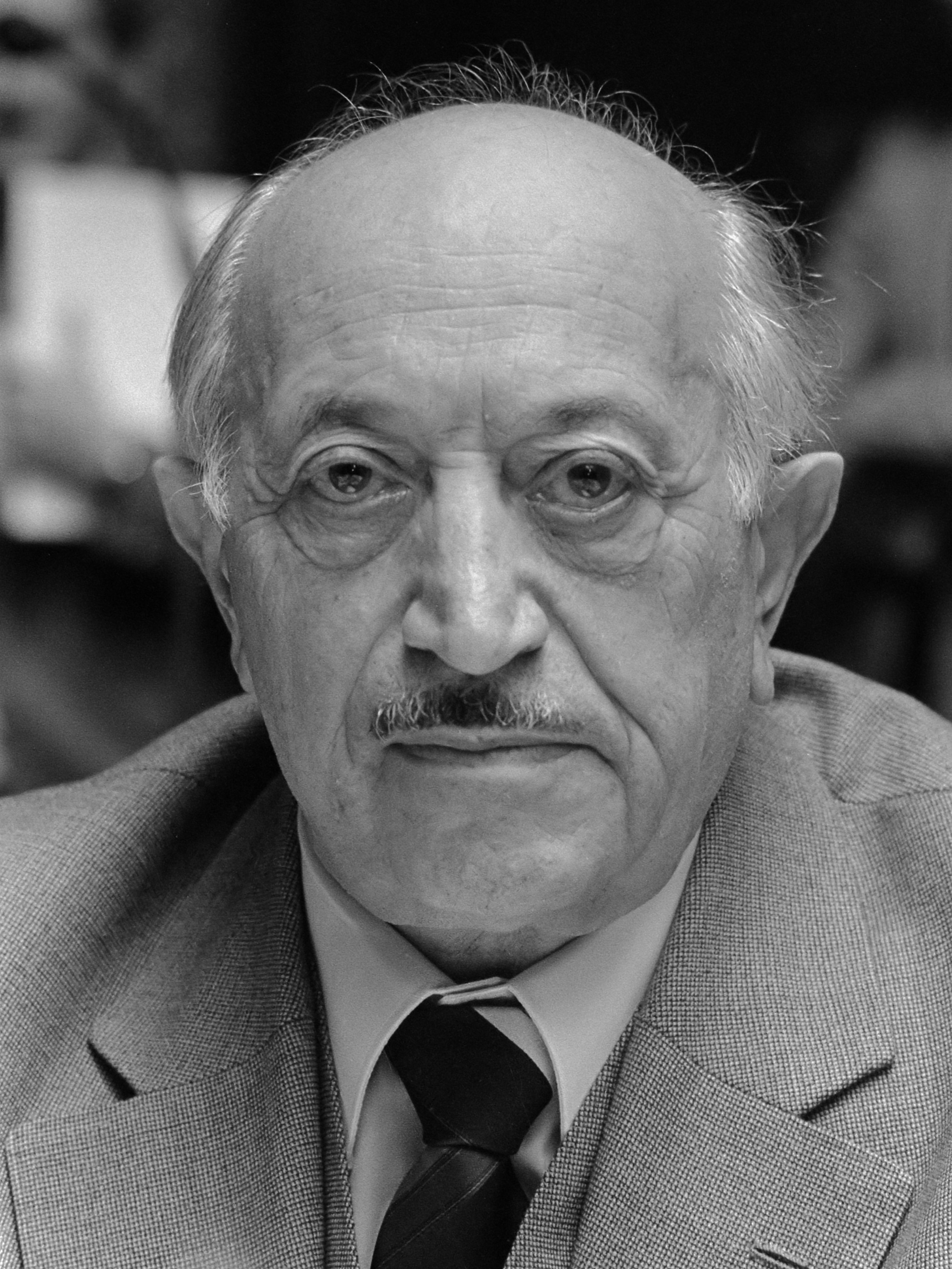
Simon Wiesenthal († 2005)

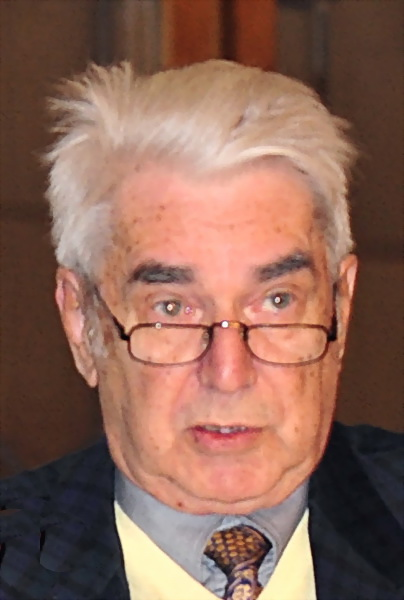
Herbert Rosendorfer († 2012)

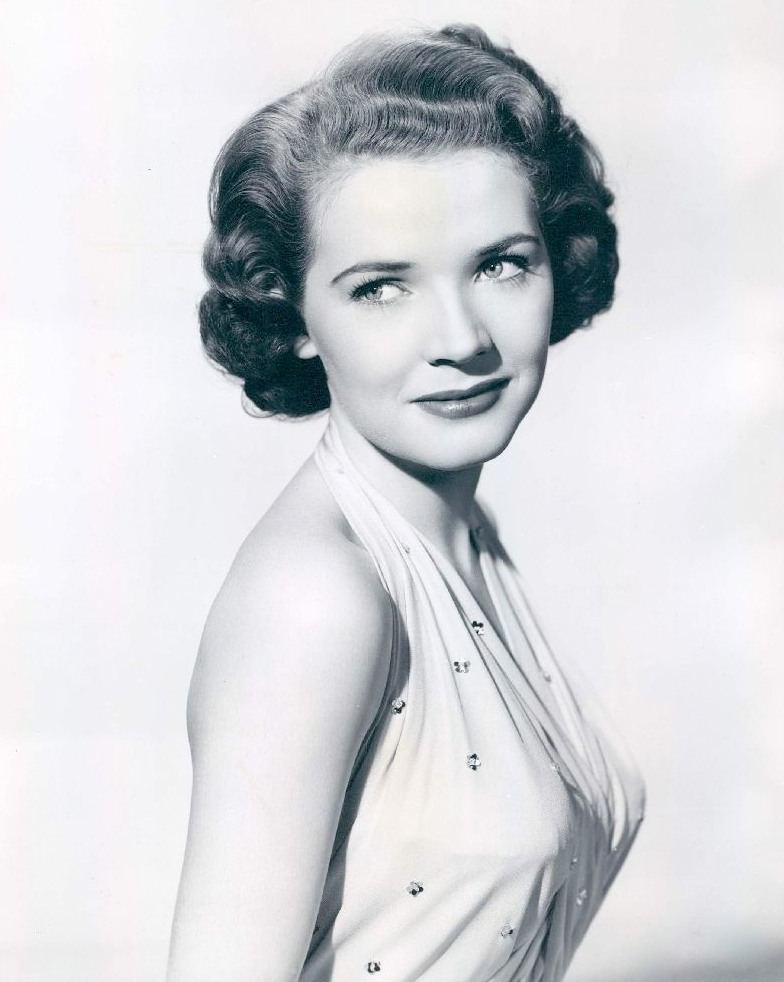
Polly Bergen († 2014)

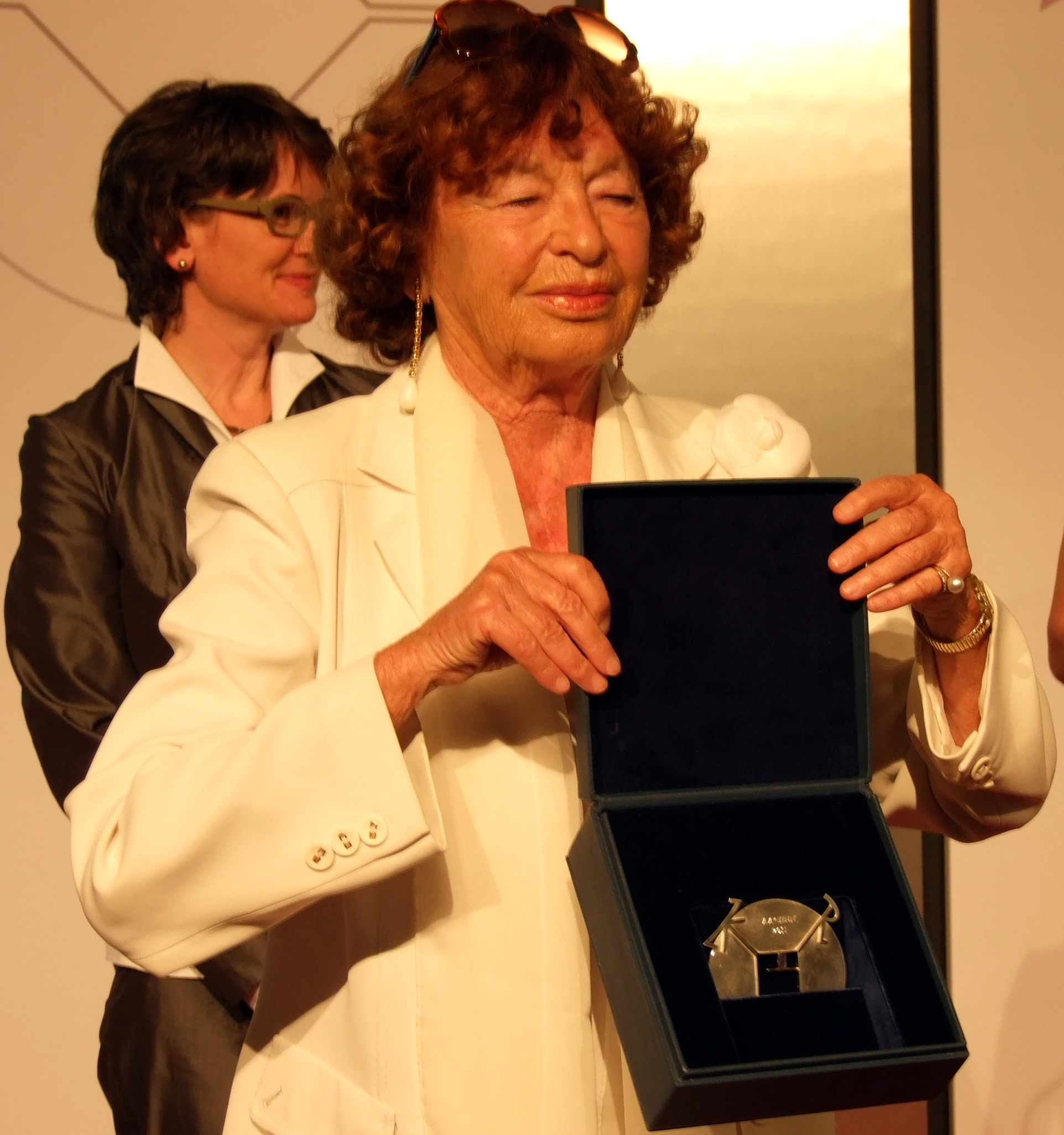
Inge Feltrinelli († 2018)

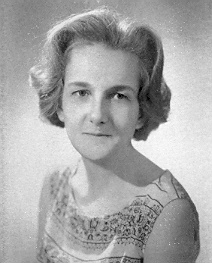
Rossana Rossanda († 2020)

- 2001: Gerd E. Schäfer, deutscher Schauspieler
- 2001: Karl-Eduard von Schnitzler, deutscher Journalist, Chefkommentator des DDR-Fernsehens und Moderator von (Der schwarze Kanal)
- 2002: Sergei Sergejewitsch Bodrow, russischer Schauspieler und Regisseur
- 2002: Joan Littlewood, britische Theaterregisseurin
- 2003: Josef Anselm Graf Adelmann von Adelmannsfelden, deutscher Theologe und Schriftsteller
- 2003: Gareth Wyn Williams, britischer Politiker
- 2004: Brian Clough, englischer Fußballspieler
- 2004: Nordin ben Salah, niederländischer Boxer
- 2005: Paul Arlt, US-amerikanischer Cartoonist und Maler
- 2005: Simon Wiesenthal, österreichischer Architekt, Publizist, Schriftsteller und Leiter des jüdischen Dokumentationszentrums Wien
- 2006: Armin Jordan, Schweizer Dirigent
- 2006: Sven Nykvist, schwedischer Kameramann und Filmregisseur
- 2007: Hans-Joachim Geisthardt, deutscher Komponist
- 2007: Juraj Pospíšil, slowakischer Komponist, Musikwissenschaftler und Musikpädagoge
- 2008: Nappy Brown, US-amerikanischer Blues-Sänger
- 2008: Wilfrid Dixon, US-amerikanischer Statistiker
- 2009: Bertil Gärtner, schwedischer Bischof
- 2009: John Hart, US-amerikanischer Schauspieler
- 2010: Ferry Bauer, österreichischer Regisseur, Schauspieler und langjähriger Leiter der Literatur- und Hörspielabteilung im ORF-Landesstudio Oberösterreich
- 2010: Prudent Bettens, belgischer Fußballspieler
- 2010: Manfred Funke, deutscher Politikwissenschaftler und Zeithistoriker
- 2012: Fortunato Baldelli, italienischer Geistlicher, Diplomat des Heiligen Stuhls und Kurienkardinal der römisch-katholischen Kirche
- 2012: Gaetano Dal Negro, italienischer Verwaltungsrechtler
- 2012: Tomáš Durdík, tschechischer Archäologe
- 2012: Herbert Rosendorfer, deutscher Jurist und Schriftsteller
- 2013: Ercan Aktuna, türkischer Fußballspieler, -trainer und funktionär
- 2013: Johannes Schasching, österreichischer Jesuit und Sozialethiker
- 2014: Polly Bergen, US-amerikanische Schauspielerin und Sängerin
- 2014: Hans-Dieter Dechent, deutscher Unternehmer, Rennstallbesitzer und Automobilrennfahrer
- 2014: Odette Gartenlaub, französische Komponistin, Pianistin und Musikpädagogin
- 2015: Walther J. Habscheid, deutscher Jurist, Hochschullehrer und -rektor
- 2015: Volker Kühn, deutscher Regisseur und Autor
- 2016: Jean Chabbert OFM, französischer Ordensgeistlicher und römisch-katholischer Bischof von Perpignan-Elne
- 2016: Richie Dunn, US-amerikanischer Eishockeyspieler
- 2016: Curtis Hanson, US-amerikanischer Filmregisseur
- 2017: Werner Heun, deutscher Rechtswissenschaftler
- 2017: Ene Mihkelson, estnische Schriftstellerin
- 2018: Jacob N. Israelachvili, israelisch-australischer Chemieingenieur
- 2018: Inge Feltrinelli, deutsch-italienische Fotografin und Verlegerin
- 2019: Myles Frederic Burnyeat, britischer Philosoph und Philosophiehistoriker
- 2019: Peter Weyrauch, deutscher Architekt
- 2020: Ken Blaiklock, britischer Geodät und Polarforscher
- 2020: Rossana Rossanda, italienische Intellektuelle und Journalistin
- 2021: Anna Gaylor, französische Schauspielerin
- 2021: Charles W. Mills, jamaikanischer Philosoph
- 2022: Virginio Rognoni, italienischer Rechtsanwalt und Politiker
- 2022: Christoph Schroth, deutscher Theaterregisseur und -intendant
- 2023: Maddy Cusack, englische Fußballspielerin
- 2023: Ruth Fuchs, deutsche Speerwerferin und Politikerin, Olympiasiegerin, Mitglied der Volkskammer, MdB, MdL
- 2023: Toscho Toschew, bulgarischer Verleger, Journalist und Autor
- 2024ː Kathryn Grant, US-amerikanische Schauspielerin

## Feier- und Gedenktage
- Kirchliche Gedenktage
  - erste Teilausgabe der Lutherbibel: deutsche Übersetzung des Neuen Testaments (evangelisch)
  - Carl Heinrich Rappard, Schweizer Missionar (evangelisch)
  - Hl. Eustachius, römischer Märtyrer und Nothelfer (katholisch)
  - Hl. Andreas Kim Taegon, Priester und Märtyrer in Korea (katholisch)
  - Hl. Paul Chong Hasang, Märtyrer in Korea (katholisch)
  - Nelson Wesley Trout, US-amerikanischer Bischof (evangelisch: ELCA)
- Namenstage
  - Zsuzsa
- Gedenktage internationaler Organisationen
  - Kindertag (Deutschland) (UNICEF)
- Gesetzliche Feiertage
  - Der Weltkindertag (siehe vor) ist seit 2019 gesetzlicher Feiertag in Thüringen

Weitere Einträge enthält die Liste von Gedenk- und Aktionstagen.